# Москва (вагон метро)
81-765/766/767 «Москва» (также 81-765.7/766.7 «Минск-2024» для Зеленолужской линии Минского метрополитена) — тип электровагонов метрополитена, разработанный по заказу Московского метрополитена и выпускаемый с 2016 года заводом ОАО «Метровагонмаш» и Октябрьским электровагоноремонтным заводом (ОЭВРЗ). Название «Москва» получил в честь одноимённой реки. Вагоны модели 81-765 — моторные головные, 81-766 — моторные промежуточные, 81-767 — прицепные (безмоторные) промежуточные. Кузов вагонов «Москва» послужил основой для других моделей ОАО «Метровагонмаш», в частности — поезда 81-725.1/726.1/727.1 «Балтиец» для Петербургского метрополитена.
Технически представляет собой дальнейшее развитие вагонов 81-760А/761А/763А «Ока», но при этом содержит достаточно конструктивных отличий от предшественника, позволяющих эволюционно считаться новой серией.
Главный конструктор проекта — Николай Полухов.
По состоянию на 2025 год изготовлено 175 восьмивагонных поездов (114 базовой модели, 9 модификации .3 и 52 модификации .4), 27 шестивагонных (модификации .2), 20 пятивагонных (модификации .Б) и 37 четырёхвагонных (29 модификации .5, 1 модификации .4К и 7 модификации .7).
Первые шесть поездов начали пассажирскую эксплуатацию в Москве на Таганско-Краснопресненской линии с 14 апреля 2017 года. В Московский метрополитен поступило 123 восьмивагонных поезда базовой модели и модификации .3, 27 шестивагонных модификации .2 и 52 восьмивагонных модификации .4, в Бакинский — 20 пятивагонных, в Ташкентский — пять четырёхвагонных, в Казанский — один четырёхвагонный. В Московском метрополитене восьмивагонные поезда эксплуатируются на Таганско-Краснопресненской, Сокольнической, Некрасовской и Калужско-Рижской линиях в количестве 85, 36, 22 и 30 составов соответственно, шестивагонные — на Филёвской линии в количестве 27 составов. В Бакинском метрополитене 20 поездов эксплуатируются на Красной и Зелёной линиях. В Ташкентском метрополитене 29 составов используются на линии Тридцатилетия независимости Узбекистана (бывш. Кольцевой) и Чиланзарской линии. В Казанском метрополитене работает один четырёхвагонный состав. В Минском метрополитене 7 четырёхвагонных поездов эксплуатируются на Зеленолужской линии.
Вагоны данной серии имеют вертикальные демпферы немецкой компании «ZF», тормозную систему колодок немецкой компании «Knorr-Bremse», асинхронный тяговый двигатель японской компании  «Hitachi» и редуктор испанской компании «CAF»..

## История создания и выпуска

### Предыстория
В начале 2010-х годов руководство Московского метрополитена в рамках программы по обновлению подвижного состава определило требования к поездам метро нового поколения, которые по уровню комфорта приближались бы к передовым зарубежным моделям. Главными направлениями модернизации стали: применение сквозных межвагонных переходов, установка откидных сидений для увеличения вместимости в часы пик, увеличение ширины дверных проёмов для ускорения посадки и высадки пассажиров, применение в салоне световых линий и усовершенствованной цифровой интерактивной системы информирования пассажиров.
В 2013—2014 годах Московский метрополитен организовал конкурс на производство новых электропоездов между несколькими машиностроительными предприятиями, в котором участвовали российский Трансмашхолдинг в лице завода Метровагонмаш, Siemens в партнёрстве с компанией «Русские машины», Группа Синара с CAF, Bombardier c Уралвагонзаводом, Škoda, Alstom и Hyundai. В рамках конкурса все семь производителей представили концепты вагонов. Помимо этого, Siemens изготовил полноразмерный макет головного вагона из линейки Siemens Inspiro и представил его на выставках Экспо 1520 и ВДНХ во второй половине 2013 года; Группа Синара также продемонстрировала свой макет на ВДНХ в начале 2014 года.

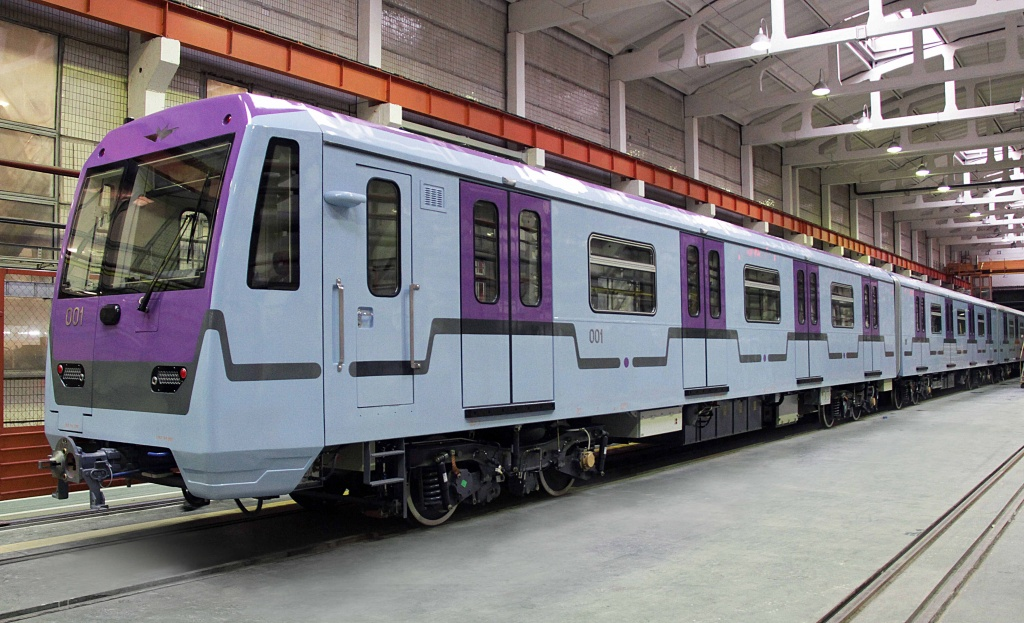
Электропоезд 81-760А/761А/763А «Ока» со сквозным проходом

Завод ОАО «Метровагонмаш» обладал большим опытом проектирования и производства электровагонов для метрополитенов России, в те годы серийно выпускал вагоны «Ока» и рассматривался как основной кандидат. В 2014 году «Метровагонмаш» по заказу Бакинского метрополитена выпустил два пятивагонных состава 81-760А/761А/763А «Ока» со сквозными межвагонными переходами и прицепными вагонами. Однако Бакинский метрополитен отказался от них и изменил техническое задание, по которому завод переработал дизайн интерьера и головной части кабины и выпустил для Баку три пятивагонных электропоезда 81-760Б/761Б/763Б. Невостребованные вагоны модификации А во второй половине 2014 года предложили Московскому метрополитену, руководство которого приобрело три таких восьмивагонных поезда и рассмотрело проект новых вагонов на базе модели «Ока». Дальнейшее улучшение вагонов модификации А признали перспективным, и в конце 2014 года «Метровагонмаш» выиграл конкурс на изготовление 768 вагонов нового поколения.

### Проектирование
Идеей разработки нового электропоезда стало избавление от недостатков, обнаруженных в ходе эксплуатации «Оки», и улучшение пассажирских характеристик. Как консультантов привлекли опытных машинистов, других специалистов метрополитена, представителей российских научных организаций в области транспортного машиностроения и общественных объединений инвалидов. В конструкцию вагонов внесли более 200 новшеств, которые коснулись организации внутреннего пространства салона и эргономики кабины машиниста.
Главным конструктором проекта был назначен Николай Полухов.
В начале 2015 года завод изготовил макет головного вагона нового типа по первоначальному проекту 2014 года. Маска его кабины внешне напоминала маску макетного вагона Siemens Inspiro, представленного полутора годами ранее, и имела горизонтальные буферные фонари, расположенные ниже лобового стекла, с дополнительными световыми линиями между ними. Ширина дверей была увеличена, однако створки по конструкции не отличались от предшественников. Сам вагон был окрашен в красно-бежевую схему, которая применялась для вагонов 81-722.1/723.1/724.1 «Юбилейный» Петербургского метрополитена, при этом лобовая часть кабины окрашивалась в чёрный цвет. Был переработан и интерьер: в пассажирском салоне появились сиденья новой конструкции, откидные сиденья в торцевых зонах и площадка для инвалидных колясок в передней части головного вагона с тремя откидными сиденьями вместо обычных, а в кабине машиниста установлен новый пульт управления.
Во второй половине 2015 года проект будущих вагонов, получивших заводское обозначение 81-765/766/767, был существенно переработан. Основные изменения коснулись внешнего вида поезда, который получил новую кабину машиниста с обтекаемыми боковыми обводами и вертикальными буферными фонарями, а также дверные створки со стёклами увеличенной высоты. Салон по сравнению с первым прототипом первоначально практически не изменился, за исключением добавления вертикальных поручней и более продвинутых интерактивных систем информирования. Однако в окончательном варианте было решено вместо откидных сидений установить полусиденья для проезда стоячих пассажиров с возможностью облокачивания, а в зоне для колясок все сиденья были ликвидированы. Для вагонов была разработана новая схема брендовой окраски Московского транспорта с белым и синим цветами стен и красной крышей, кабина спереди окрашивалась в чёрный цвет и имела красные борта.
В марте 2016 года было решено выбрать название новой модели вагонов путём голосования горожан на портале «Активный гражданин», и 6 июля 2016 года по его результатам было выбрано имя «Москва».

### Производство, поставки и модификации

#### 81-765/766/767
В 2016 году был окончательно утверждён заключённый ранее контракт на поставку и гарантийное обслуживание 96 восьмивагонных составов (768 вагонов) для обновления подвижного состава Таганско-Краснопресненской линии стоимостью в 133 миллиарда рублей со сроком реализации с 2017 по 2020 год. Летом 2016 года завод «Метровагонмаш» изготовил первые два вагона нового типа — головной 81-765 и промежуточный 81-766. Вагоны были представлены 9 сентября 2016 года в качестве экспоната на ВДНХ. В конце 2016 года завод завершил серийный выпуск вагонов «Ока» и в период конца 2016 — начала 2017 года построил ещё 6 вагонов «Москва», из которых сформировали первый восьмивагонный электропоезд. В январе 2017 года он был отправлен в Московский метрополитен.

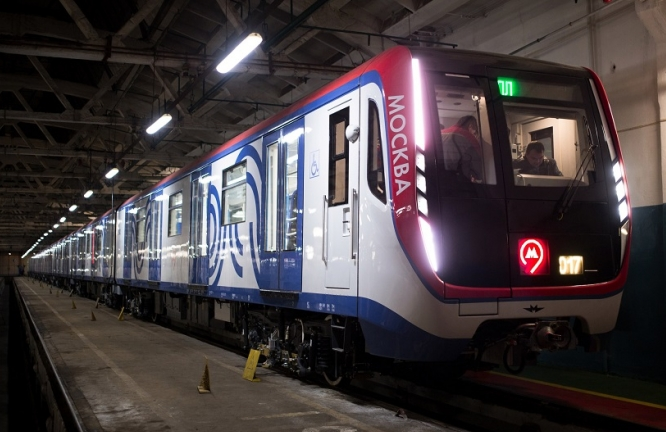
Электропоезд 81-765/766/767 для Московского метрополитена

С февраля 2017 года было начато серийное производство вагонов нового типа для Московского метрополитена. Вскоре после этого в марте того же года метрополитен заключил второй контракт на поставку ещё 18 восьмивагонных поездов (144 вагона) стоимостью в 10,5 миллиарда рублей для новых участков, а общее число запланированных к приобретению составов возросло до 114. При этом за вагонами, выпускаемыми в рамках первого контракта для Таганско-Краснопресненской линии, остались зарезервированы диапазоны номеров 65001—65192, 66001—66384 и 67001—67192, и начавшие вскоре выпускаться в рамках второго контракта вагоны получили новые диапазоны 65193—65228, 65385—65456 и 67193—67228, в результате чего нумерация вагонов перестала соответствовать хронологическому порядку их производства.
С апреля 2018 года в целях ускорения производства новых поездов в кооперации с заводом Метровагонмаш сборку поездов «Москва» по аналогии с электропоездами «Юбилейный» начал осуществлять Октябрьский электровагоноремонтный завод (ОЭВРЗ) в Санкт-Петербурге, для чего завод был оснащён дополнительным технологическим оборудованием, а также доработана конструкторская документация на поезда. В июле 2018 года Октябрьский электровагоноремонтный завод (ОЭВРЗ) выпустил первый состав (65077-65078). Всего данный завод построил 12 восьмивагонных составов базовой модели.

#### 81-765.Б/766.Б

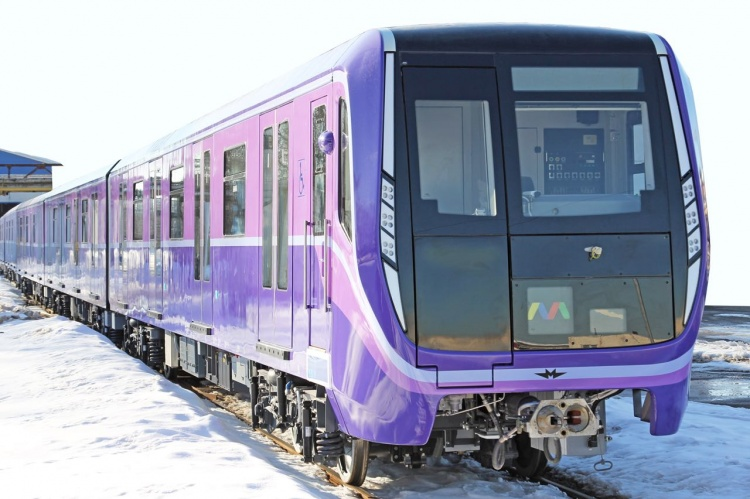
Электропоезд 81-765.Б/766.Б для Бакинского метрополитена

В июне 2017 года электропоездами «Москва» заинтересовалось руководство Бакинского метрополитена, и по результатам переговоров начальника метрополитена Заура Гусейнова с находящейся в Баку российской делегацией ЗАО «Трансмашхолдинг» было достигнуто предварительное соглашение о поставке этих поездов для метро Баку. В феврале 2018 года с Бакинским метрополитеном был заключён контракт на поставку двух пятивагонных электропоездов «Москва», которые с целью улучшения тяговых характеристик было решено укомплектовать только моторными вагонами без прицепных 81-767, то есть по два головных вагона 81-765 и три промежуточных 81-766 на состав. Один из двух заказанных составов был изготовлен и отправлен в Азербайджан в марте 2018 года, а второй — в апреле того же года. Вагоны для Баку получили в обозначении типа суффикс .Б (81-765.Б и 766.Б), хотя в отличие от вагонов «Ока» модификации Б конструктивно практически не отличаются от базовой модели для Москвы, как например и вагоны 81-717.5Б/714.5Б по сравнению с 81-717.5М/714.5М. С завода поезда получают сиреневую двухцветную окраску, схожую с окраской электропоездов 81-760Б/761Б/763Б «Ока», но без серебристой полосы на уровне окон.
31 января 2019 года был подписан новый договор на поставку в столицу Азербайджана шести пятивагонных составов 81-765.Б/766.Б. К началу лета того же года были построены первые два состава, а 4 июня в АО «Метровагонмаш» состоялась их торжественная отправка в Бакинский метрополитен. К августу 2019 года было построено и отправлено заказчику ещё четыре состава серии.
21 октября 2019 года «Метровагонмаш» и Бакинский метрополитен подписали контракт на поставку 12 поездов метро по пять вагонов в каждом, постройка намечена на период с 2020 по 2023 годы. К июню 2020 года изготовлены и поставлены в Баку четыре состава, к июлю 2021 года ещё четыре состава.

#### 81-765.2/766.2/767.2

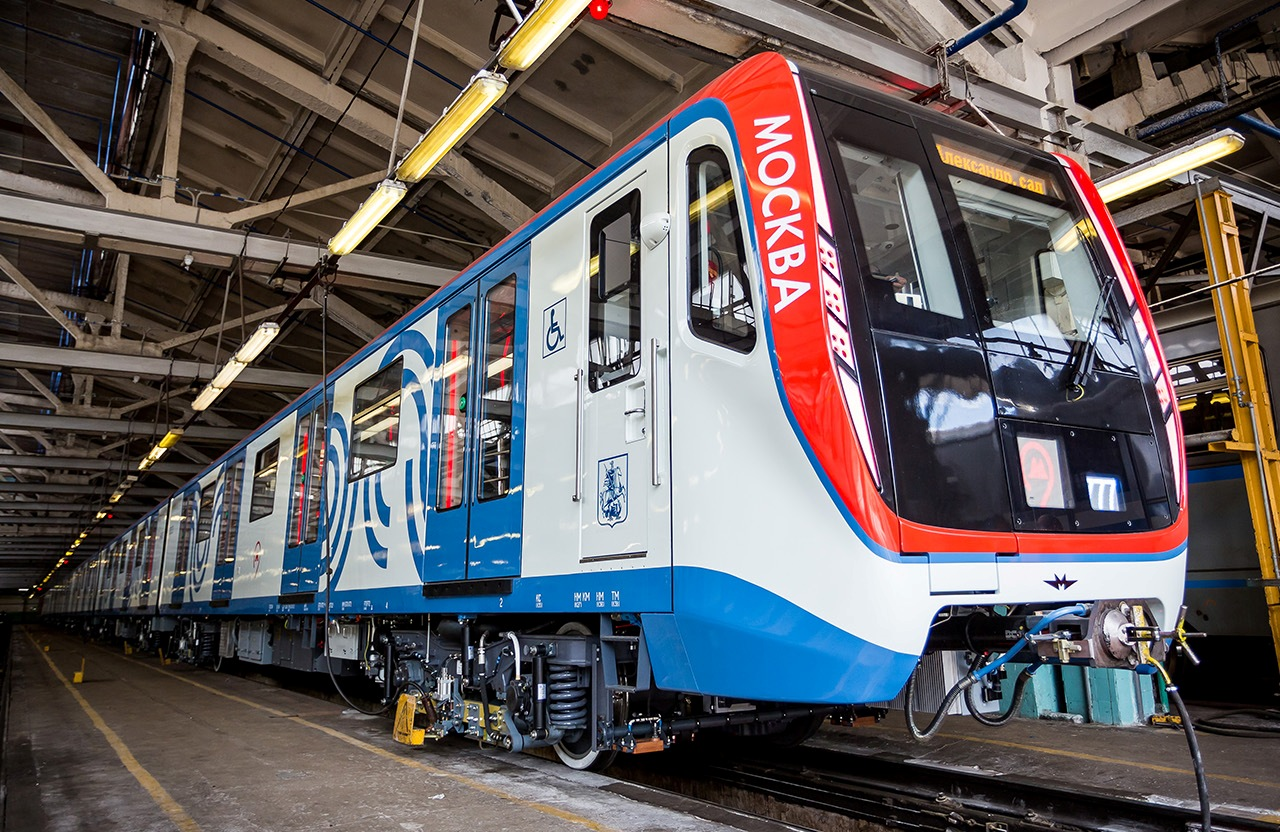
Электропоезд 81-765.2/766.2/767.2 в электродепо Фили Московского метрополитена

В 2018 году было начато создание модификаций вагонов 81-765/766/767 для Московского метрополитена. В конце апреля 2018 года Московский метрополитен объявил тендер на третий контракт стоимостью 51,2 миллиарда рублей на производство и поставку 594 вагонов «Москва», из которых 234 планировалось закупить в 2018 году, а остальные 360 — в 2019 году. Контракт предусматривал поставку 27 шестивагонных составов модификации .2 с изменённой планировкой салона для наземных линий и 54 восьмивагонных составов базовой модели и сходных модификаций. В мае 2018 года в рамках этого контракта началось производство шестивагонных составов модификации .2 с одним прицепным вагоном для Филёвской линии, которые имеют частично продольную планировку сидений в головных вагонах, кнопки открытия дверей и адаптированную к условиям наземной линии климатическую систему, а также тканевую обивку сидений вместо кожаной.

#### 81-765.3/766.3/767.3
Осенью 2018 года была выпущена небольшая партия вагонов модификации .3, аналогичной вагонам базовой модели, но с тканевой обивкой сидений и рядом других изменений в отделке салона, схожих с модификацией .2.

#### 81-765.4/766.4/767.4 «Москва-2019»
С декабря 2018 года заводом «Метровагонмаш» было начато серийное производство новой модификации .4, получившей название «Москва-2019». Помимо изменений в отделке и оснащении пассажирского салона, вагоны этой модификации по сравнению с предшественниками стали оснащаться усовершенствованной системой электродинамического торможения, позволяющими тормозить до полной остановки без применения пневматических фрикционных тормозов, что делает остановку более плавной и тихой. В январе 2019 года были проведены их первичные заводские испытания, где проверялась работа нового электрооборудования, после чего вагоны стали поступать заказчику.

#### 81-765.5/766.5/767.5

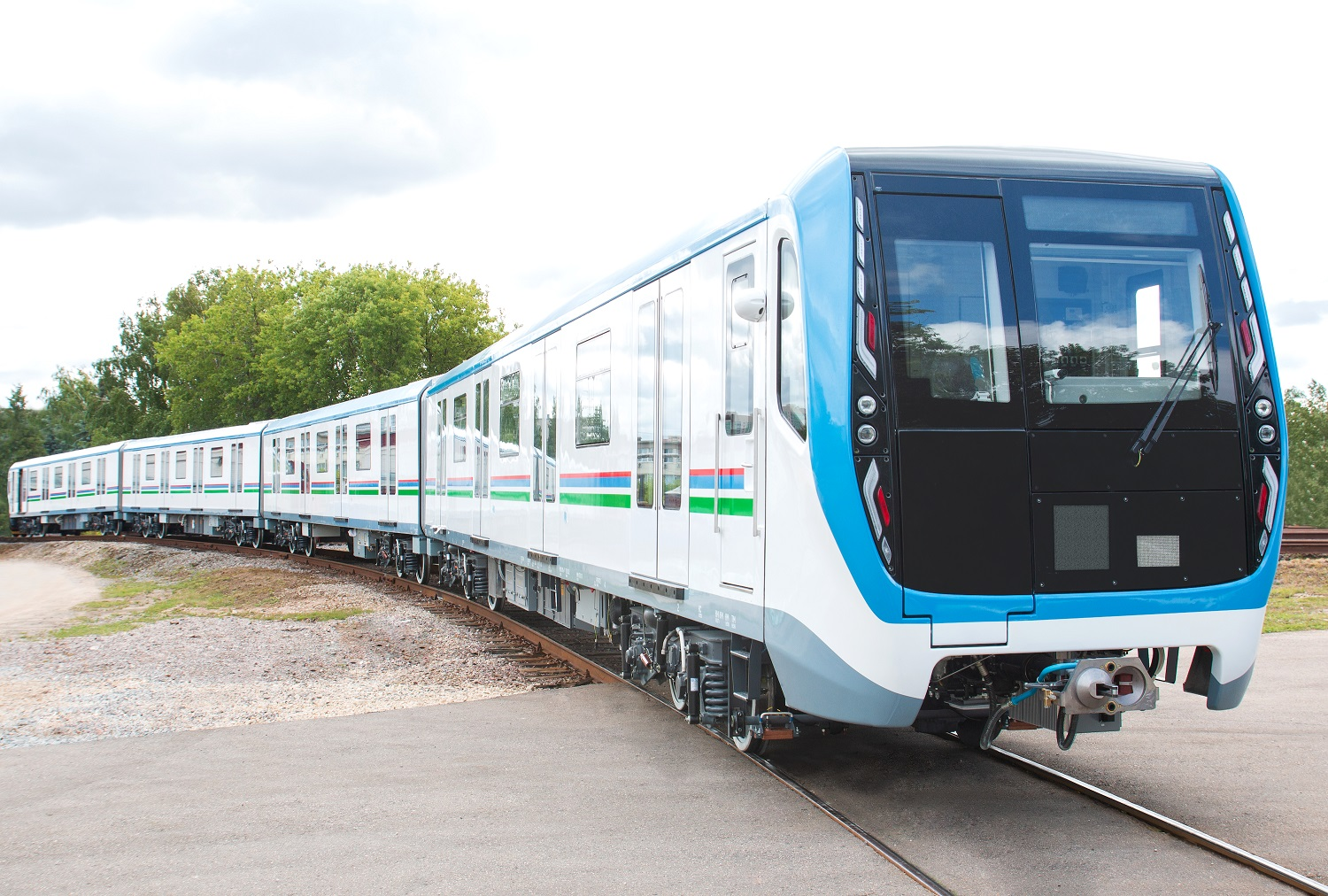
Электропоезд 81-765.5/766.5/767.5 для Ташкентского метрополитена

В январе 2019 года был подписан договор между «Метровагонмашем» и Узбекистанской железной дорогой на поставку пяти четырёхвагонных составов в Ташкентский метрополитен для строящейся Кольцевой линии. Первоначально планировалось, что в каждом составе будет один прицепной вагон, позже все вагоны было решено выпустить моторными, но в итоге вернулись к первоначальной составности. Вагоны для Ташкента получили нумерацию .5 в обозначении. В июле 2019 года был выпущен первый состав серии, а к концу августа 2019 года выпуск всей партии из пяти четырёхвагонных поездов был завершён, и все составы были поставлены заказчику. 30 сентября 2019 года состоялась торжественная презентация пилотной поставки составов для Ташкентского метрополитена. На тот момент планировалось приобретение более 45 подобных составов, что в общей сложности составило порядка 200 вагонов.

#### 81-765.4К/766.4К
В октябре 2019 года Метровагонмаш и Казанский метрополитен подписали контракт на поставку одного четырёхвагонного состава модели 81-765.4К/766.4К на базе вагонов модификации .4 для Москвы без прицепных вагонов. В мае 2020 года состав был изготовлен и отправлен заказчику.

#### 81-765.7/766.7 «Минск-2024»

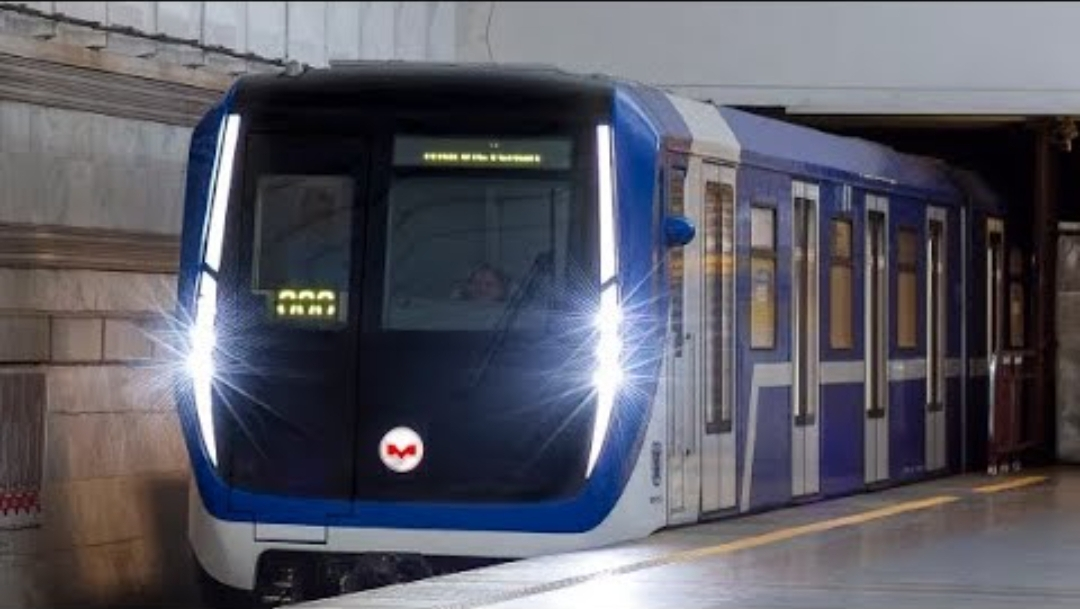
Электропоезд 81-765.7/766.7 «Минск-2024» на обкатке в Минском метрополитене

Минский метрополитен первоначально не планировал закупать поезда серии «Москва», поскольку на территории Беларуси в Фаниполе было локализовано собственное производство поездов Stadler M110/M111 для его нужд. Однако с 2022 года, из-за санкций против Беларуси, спровоцированных российским вторжением на Украину, швейцарская компания «Stadler Rail» более не могла поставлять эти поезда Минскому метрополитену, в связи с чем, для обслуживания продлеваемой Зеленолужской линии и последующих планов по вводу в эксплуатацию электродепо ТЧ-3 «Слуцкое», было принято решение о закупке в России модификации поездов «Москва».
В марте 2023 года Минский метрополитен заключил контракт с заводом «Метровагонмаш» на поставку до конца 2024 года семи четырёхвагонных поездов модели 81-765/766/767 «Москва» новой модификации с учётом технических особенностей Зеленолужской линии, где используются платформенные раздвижные двери (так, в частности, были изменены габариты), а также других пожеланий заказчика. За основу конструкции новой модификации были взяты вагоны 81-765/766/767 «Москва», которые были перепроектированы в течение пяти месяцев конструкторами компании «ТМХ Инжиниринг» под требования технического задания. Поезд получил название «Минск-2024» и заводское обозначение 81-765.7/766.7. 
Поезд предназначен для эксплуатации на Зеленолужской линии, где присутствуют платформенные раздвижные двери, в связи с чем он был оснащён системой автоведения. От базовой модели поезд «Минск-2024» также отличается улучшенной кабиной машиниста и новым салоном. В передней части кабины машиниста встроен эвакуационный трап, позволяющий безопасно спускаться в тоннель в случае возникновения нештатной ситуации. Промежуточные вагоны поезда укорочены на 140 мм, а головные — на 70 мм для возможности совмещения габаритов с проёмами дверей на станциях. В конструкции вагонов «Минск-2024» используют комплектующие производства белорусских предприятий, а производством стекла для лобовой части (так называемой маски) вагона занимается обнинское НПП «Технология», принадлежащее корпорации «Ростех». С завода поезда получили бело-синюю окраску с гербом Минска по бокам кабины и логотипом метрополитена спереди, а лобовая маска головных вагонов имеет чёрный цвет.
В июле 2024 года первый поезд «Минск-2024» был отправлен в Беларусь для работы в Минском метрополитене. С сентября по декабрь 2024 года были построены и отправлены заказчику и шесть остальных составов. 27 февраля 2025 года по результатам тендера на поставку подвижного состава для Минского метрополитена, организованного Минским горисполкомом, был подписан новый контракт. По этому контракту «Трансмашхолдинг» (ТМХ) в 2025 году должен поставить Минскому метрополитену еще 20 вагонов метро «Минск-2024». Как и все остальные поезда Минского метрополитена (вместе с вагонами серии 81-717/714 и их модификаций, а также Stadler M110/M111), составы 81-765.7/766.7 «Минск-2024» состоят только из моторных вагонов.

### Общее количество выпущенных вагонов
На март 2025 года построено 175 восьмивагонных составов (114 базовой модели, 9 модификации .3 и 52 модификации .4), 27 шестивагонных модификации .2, 38 четырёхвагонных модификации .5, 33 пятивагонных модификации .Б, один четырёхвагонный модификации .4К и семь четырёхвагонных модификации .7. Данные по выпуску вагонов серии 81-765/766/767 «Москва» приведены в таблице:
| Год выпуска | Модификация          | Вагонов на состав | Количество составов | Количество вагонов | Количество вагонов | Количество вагонов                                                    | Номера вагонов | Номера вагонов | Номера вагонов |
| Год выпуска | Модификация          | Вагонов на состав | Количество составов | 81-765 (Мг)        | 81-766 (Мп)        | 81-767 (Пп)                                                           | 81-765 (Мг) | 81-766 (Мп) | 81-767 (Пп) |
| 2016        | 81-765/766/767       | 8                 | —                   | 2                  | 1                  | —                                                                     | 65001, 65002 | 66001 | — |
| 2017        | 81-765/766/767       | 8                 | 33                  | 64                 | 131                | 66                                                                    | 65003—65048, 65193—65210 | 66002—66096, 66385—66420 | 67001—67048, 67193—67210 |
| 2018        | 81-765/766/767       | 8                 | 36                  | 72                 | 144                | 72                                                                    | 65049—65102, 65211—65228 | 66097—66204, 66421—66456 | 67049—67102, 67211—67228 |
| 2018        | 81-765.2/766.2/767.2 | 6                 | 27                  | 54                 | 81                 | 27                                                                    | 65229—65282 | 66457—66537 | 67229—67255 |
| 2018        | 81-765.3/766.3/767.3 | 8                 | 9                   | 18                 | 36                 | 18                                                                    | 65283—65300 | 66538—66573 | 67256—67273 |
| 2018        | 81-765.Б/766.Б       | 5                 | 2                   | 4                  | 6                  | —                                                                     | 0016, 0020, 0021, 0025 | 0017—0019, 0022—0024 | — |
| 2019        | 81-765/766/767       | 8                 | 24                  | 48                 | 96                 | 48                                                                    | 65103—65150 | 66205—66300 | 67103—67150 |
| 2019        | 81-765.4/766.4/767.4 | 8                 | 49                  | 98                 | 196                | 98                                                                    | 65301—65398 | 66574—66769 | 67274—67371 |
| 2019        | 81-765.Б/766.Б       | 5                 | 6                   | 12                 | 18                 | —                                                                     | 0026, 0030, 0031, 0035, 0036, 0040, 0041, 0045, 0046, 0050, 0051, 0055 | 0027—0029, 0032—0034, 0037—0039, 0042—0044, 0047—0049, 0052—0054 | — |
| 2019        | 81-765.5/766.5/767.5 | 4                 | 5                   | 10                 | 5                  | 5                                                                     | 4001—4010 | 4101, 4103, 4105, 4107, 4109 | 4102, 4104, 4106, 4108, 4110 |
| 2020        | 81-765/766/767       | 8                 | 21                  | 42                 | 84                 | 42                                                                    | 65151—65192 | 66301—66384 | 67151—67192 |
| 2020        | 81-765.4/766.4/767.4 | 8                 | 3                   | 6                  | 12                 | 6                                                                     | 65399—65404 | 66770—66781 | 67372—67377 |
| 2020        | 81-765.4К/766.4К     | 4                 | 1                   | 2                  | 2                  | —                                                                     | 65405—65406 | 66782—66783 | — |
| 2020        | 81-765.Б/766.Б       | 5                 | 4                   | 8                  | 12                 | —                                                                     | 0056, 0060, 0061, 0065, 0066, 0070, 0071, 0075 | 0057—0059, 0062—0064, 0067—0069, 0072—0074 | — |
| 2021        | 81-765.Б/766.Б       | 5                 | 4                   | 8                  | 12                 | —                                                                     | 0076, 0080, 0081, 0085, 0086, 0090, 0091, 0095 | 0077—0079, 0082—0084, 0087—0089, 0092—0094 | — |
| 2021        | 81-765.5/766.5/767.5 | 4                 | 10                  | 20                 | 10                 | 10                                                                    | 4011—4030 | 4111, 4113, 4115, 4117, 4119, 4121, 4123, 4125, 4127, 4129 | 4112, 4114, 4116, 4118, 4120, 4122, 4124, 4126, 4128, 4130 |
| 2022        | 81-765.Б/766.Б       | 5                 | 4                   | 8                  | 12                 | —                                                                     | 0096, 0100, 0101, 0105, 0106, 0110, 0111, 0115 | 0097—0099, 0102—0104, 0107—0109, 0112—0114 | — |
| 2023        | 81-765.5/766.5/767.5 | 4                 | 3                   | 6                  | 3                  | 3                                                                     | 4031—4036 | 4131, 4133, 4135 | 4132, 4134, 4136 |
| 2024        | 81-765.5/766.5/767.5 | 4                 | 17                  | 34                 | 17                 | 17                                                                    | 4037—4070 | 4137, 4139, 4141, 4143, 4145, 4147, 4149, 4151, 4153, 4155, 4157, 4159, 4161, 4163, 4165, 4167, 4169 | 4138, 4140, 4142, 4144, 4146, 4148, 4150, 4152, 4154, 4156, 4158, 4160, 4162, 4164, 4166, 4168, 4170 |
| 2024        | 81-765.Б/766.Б       | 5                 | 7                   | 14                 | 21                 | —                                                                     | 0116, 0120, 0121, 0125, 0126, 0130, 0131, 0135, 0136, 0140, 0141, 0145, 0146, 0150 | 0117—0119, 0122—0124, 0127—0129, 0132—0134, 0137—0139, 0142—0144, 0147—0149 | — |
| 2024        | 81-765.7/766.7       | 4                 | 7                   | 14                 | 14                 | —                                                                     | 70101—70107, 70901—70907 | 70201—70207, 70301—70307 | — |
| 2025        | 81-765.5/766.5/767.5 | 4                 | 6                   | 12                 | 9                  | 3                                                                     | 4071—4082 | 4171, 4173, 4175, 4177—4182 | 4172, 4174, 4176 |
| 2025        | 81-765.Б/766.Б       | 5                 | 6                   | 12                 | 18                 | 0151, 0155, 0156, 0160, 0161, 0165, 0166, 0170 0171, 0175, 0176, 0180 | 0152—0154, 0157—0159, 0162—0164, 0167—0169, 0172—0174, 0177—0179 | — | |
| Всего       | 81-765/766/767       | 8                 | 114                 | 228                | 456                | 228                                                                   | 65001—65228 | 66001—66456 | 67001—67228 |
| Всего       | 81-765.2/766.2/767.2 | 6                 | 27                  | 54                 | 81                 | 27                                                                    | 65229—65282 | 66457—66537 | 67229—67255 |
| Всего       | 81-765.3/766.3/767.3 | 8                 | 9                   | 18                 | 36                 | 18                                                                    | 65283—65300 | 66538—66573 | 67256—67273 |
| Всего       | 81-765.4/766.4/767.4 | 8                 | 52                  | 104                | 208                | 104                                                                   | 65301—65404 | 66574—66781 | 67274—67377 |
| Всего       | 81-765.Б/766.Б       | 5                 | 33                  | 66                 | 99                 | —                                                                     | 0016, 0020, 0021, 0025, 0026, 0030, 0031, 0035, 0036, 0040, 0041, 0045, 0046, 0050, 0051, 0055, 0056, 0060, 0061, 0065, 0066, 0070, 0071, 0075, 0076, 0080, 0081, 0085, 0086, 0090, 0091, 0095, 0096, 0100, 0101, 0105, 0106, 0110, 0111, 0115, 0116, 0120, 0121, 0125, 0126, 0130, 0131, 0135, 0136, 0140, 0141, 0145, 0146, 0150, 0151, 0155, 0156, 0160, 0161, 0165, 0166, 0170 0171, 0175, 0176, 0180 | 0017—0019, 0022—0024, 0027—0029, 0032—0034, 0037—0039, 0042—0044, 0047—0049, 0052—0054, 0057—0059, 0062—0064, 0067—0069, 0072—0074, 0077—0079, 0082—0084, 0087—0089, 0092—0094, 0097—0099, 0102—0104, 0107—0109, 0112—0114, 0117—0119, 0122—0124, 0127—0129, 0132—0134, 0137—0139, 0142—0144, 0147—0149, 0152—0154, 0157—0159, 0162—0164, 0167—0169, 0172—0174, 0177—0179 | — |
| Всего       | 81-765.5/766.5/767.5 | 4                 | 41                  | 82                 | 44                 | 38                                                                    | 4001—4082 | 4101, 4103, 4105, 4107, 4109, 4111, 4113, 4115, 4117, 4119, 4121, 4123, 4125, 4127, 4129, 4131, 4133, 4135, 4137, 4139, 4141, 4143, 4145, 4147, 4149, 4151, 4153, 4155, 4157, 4159, 4161, 4163, 4165, 4167, 4169, 4171, 4173, 4175 4177—4182 | 4102, 4104, 4106, 4108, 4110, 4112, 4114, 4116, 4118, 4120, 4122, 4124, 4126, 4128, 4130, 4132, 4134, 4136, 4138, 4140, 4142, 4144, 4146, 4148, 4150, 4152, 4154, 4156, 4158, 4160, 4162, 4164, 4166, 4168, 4170, 4172, 4174, 4176 |
| Всего       | 81-765.4К/766.4К     | 4                 | 1                   | 2                  | 2                  | —                                                                     | 65405—65406 | 66782—66783 | — |
| Всего       | 81-765.7/766.7       | 4                 | 7                   | 14                 | 14                 | —                                                                     | 70101—70107, 70901—70907 | 70201—70207, 70301—70307 | — |

## Общие сведения
Вагоны моделей 81-765/766/767 «Москва» предназначены для пассажирских перевозок на линиях метрополитенов с шириной колеи 1520 мм, электрифицированных боковым контактным рельсом напряжением 750 В постоянного тока. Поезда могут эксплуатироваться как на подземных, так и на наземных участках линий. Они являются дальнейшим развитием линейки 81-760/761/763 «Ока» модификаций А и Б, унаследовав от них сквозные межвагонные переходы на протяжении всего поезда и эксплуатируются как состав постоянного формирования.
Стоимость одного нового вагона поезда «Москва» составляет 65 миллионов рублей. Расчётный срок службы вагонов составляет не менее 30 лет.

### Составность
Электропоезда в общем случае формируются из вагонов трёх типов: двух головных моторных вагонов (Мг) с кабинами управления модели 81-765 по концам состава, до четырёх промежуточных моторных (Мп) модели 81-766 и до двух промежуточных прицепных (Пп) модели 81-767.
Минимальное число вагонов в составе поезда — два (только головные вагоны), максимальное — восемь (два головных, четыре промежуточных моторных и два промежуточных прицепных (безмоторных)). Количество прицепных вагонов в составе определяется из соотношения количества моторных вагонов к прицепным порядка от 3:1 до 5:1. В этом случае наличие в составе прицепных промежуточных вагонов практически не ухудшает динамические характеристики поезда и позволяет ему экономить энергию за счёт снижения массы тягового оборудования в составе и эксплуатироваться наравне с другими составами, преодолевая все допустимые в метрополитенах уклоны, однако при необходимости все вагоны в составе могут быть выполнены моторными. В поездах из восьми вагонов допускается включение в состав двух прицепных вагонов, а в поездах от четырёх до шести вагонов — не более одного.
Составы для Московского метрополитена (базовая модель, модификации .3 и .4) в восьмивагонном исполнении формируются по схеме Мг+Мп+Пп+Мп+Мп+Пп+Мп+Мг, то есть прицепные вагоны идут третьими по счёту с обоих концов состава. На Филёвской линии эксплуатируются составы модификации .2 в шестивагонном исполнении по схеме Мг+Мп+Пп+Мп+Мп+Мг, то есть с одним промежуточным прицепным вагоном.
Составы модификации .Б для Бакинского метрополитена в пятивагонном исполнении формируются по схеме Мг+Мп+Мп+Мп+Мг, то есть без прицепных вагонов.
Составы модификации .5 для Ташкентского метрополитена в четырёхвагонном исполнении формируются по схеме Мг+Мп+Пп+Мг с одним прицепным вагоном, а составы модификации .4К для Казанского метрополитена — по схеме Мг+Мп+Мп+Мг (без прицепных вагонов).

### Нумерация и маркировка

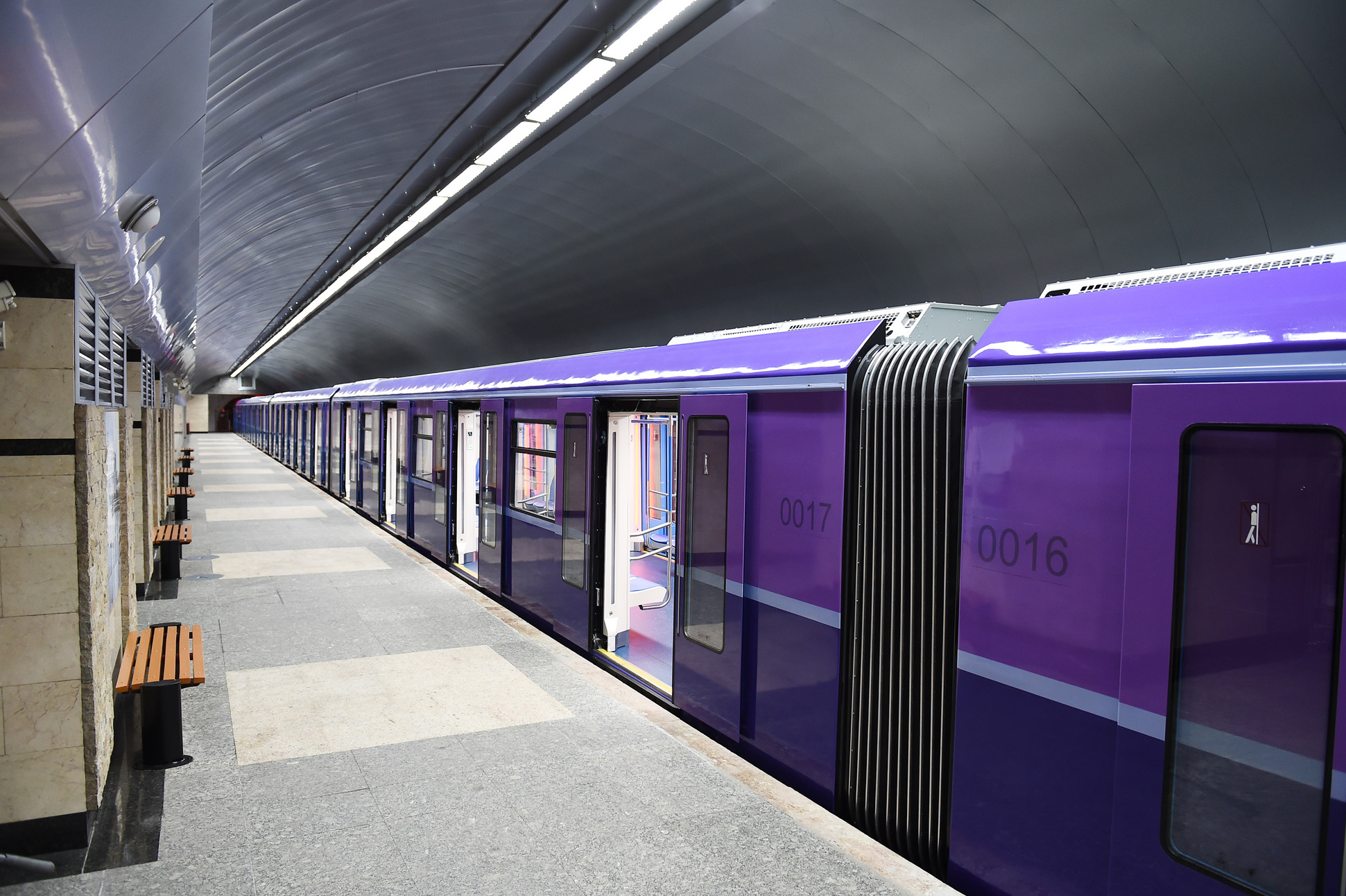
Электропоезд 81-765.Б/766.Б в Бакинском метрополитене на станции. Видны бортовые номера промежуточных вагонов 0017 и 0016

Нумерация и маркировка вагонов 81-765/766/767 в целом аналогична применяемой для всех вагонов метро российского производства и осуществляется повагонно без присвоения номеров составам. Номера наносятся на обеих боковых стенах каждого вагона на уровне окон вблизи одного из межвагонных переходов; со стороны другого межвагонного перехода номер не наносится. На лобовой части у первого состава, в отличие от вагонов «Ока», обозначение номера отсутствует. Обозначение серии модели на вагонах отсутствует, и его можно увидеть только на табличках завода-изготовителя в салонах вагонов.
Вагоны 81-765/766/767, поставляемые в Москву, получают пятизначную нумерацию, однако при этом первые две цифры номера совпадают с двумя последними идентифицирующими цифрами модели вагона: 65xxx — для головных моторных вагонов (начиная с 65001), 66xxx — для промежуточных моторных (начиная с 66001), 67xxx — для промежуточных немоторных (начиная с 67001). Этим они аналогичны вагонам 81-722/723/724 «Юбилейный» и отличаются от вагонов 81-760А/761А/763А, у которых прицепные промежуточные вагоны обозначались в одном номерном ряду с моторными промежуточными, а первые две цифры пятизначного номера не совпадали с обозначением модели.
Составы формируются по порядку выпуска вагонов по возрастанию номеров, однако порядок присвоения номеров составам и вагонам не совпадает с хронологическим порядком их выпуска, поскольку каждый диапазон номеров резервируется с учётом ещё не выпущенных поездов для определённых линий согласно запланированному количеству поставок. Например, 16-й по хронологическому порядку выпуска состав получил номер 97 с соответствующим присвоением номеров вагонам начиная с 65193, 66385 и 67193, то есть диапазон номеров был пропущен для резервирования всех первых 96 составов для одной линии. Нумерация вагонов зависит от условного номера состава следующим образом:
- Составы с номерами от 1 по 114 — восьмивагонные. Каждый N-й состав этого диапазона включает в себя два головных вагона с номерами (65000 + 2×N − 1) и (65000 + 2×N), четыре промежуточных моторных с номерами от (66000 + 4×N − 3) до (66000 + 4×N) и два промежуточных прицепных с номерами (67000 + 2×N — 1) и (67000 + 2×N)[19];
- Составы с номерами от 115 по 141 — шестивагонные. Каждый N-й состав этого диапазона включает в себя два головных вагона с номерами (65000 + 2×N − 1) и (65000 + 2×N), три промежуточных моторных с номерами от (66114 + 3×N − 2) до (66114 + 3×N) и один промежуточный прицепной с номером (67114 + N);
- Составы с номерами от 142 по 199 — восьмивагонные. Каждый N-й состав этого диапазона включает в себя два головных вагона с номерами (65000 + 2×N − 1) и (65000 + 2×N), четыре промежуточных моторных с номерами от (66000 + 4×N − 30) до (66000 + 4×N − 27) и два промежуточных прицепных с номерами (67000 + 2×N — 28) и (67000 + 2×N — 27).

Вагоны 81-765.Б/766.Б, поставляемые для Бакинского метрополитена, первоначально имели более привычную четырёхзначную нумерацию с возрастанием по порядку их сцепления в составе друг за другом и порядку выпуска составов, причём сквозную для разных типов вагонов. При этом номерной ряд продолжает нумерацию вагонов 81-760Б/761Б/763Б «Ока», выпущенных для Баку ранее в 2015 году и получивших номера от 0001 до 0015. Например, первый состав «Москва», отправленный в Баку (21 марта 2018 года), имел пять вагонов с номерами от 0016 до 0020 (два вагона 81-765 с номерами 0016 и 0020, а также три вагона 81-766 с номерами от 0017 до 0019). Однако, начиная с пятого состава, вагонам стала присваиваться общая с вагонами для Москвы нумерация в новом свободном диапазоне, начиная с 65395 и 66760.
Вагоны модификации 81-765.5/766.5/767.5, поставленные в Ташкентский метрополитен, имеют четырёхзначную нумерацию, которая, в отличие от Баку, начинается с цифры 4 и разделена на разные потоки для головных и промежуточных вагонов: 40хх для головных и 41хх для промежуточных, при этом промежуточные моторные вагоны получили нечётные номера, а промежуточные прицепные — чётные.
Вагоны модификации 81-765.7/766.5/767.7, поставленные в Минский метрополитен, имеют пятизначную нумерацию со следующим распределением: головные вагоны получают номера 701XX и 709XX, а промежуточные — 702XX и 703XX для промежуточных, где XX — номер состава в метрополитене в пределах модели.

### Заводское обозначение
Единственная в России модель с нетипичной нумерацией модификаций — первая из них начинается с цифры «2», тогда как обычно — с цифры «1».

### Технические характеристики
Основные технические характеристики вагонов 81-765/766/767:
| Параметр                                                        | Параметр                                        | Состав                 | Состав                 | Состав                 | Состав                 | Состав                 | Состав                 | Состав                 | Вагон                  | Вагон                  | Вагон       |
| Параметр                                                        | Параметр                                        | 4 вагона (без Пп)      | 4 вагона (1 Пп)        | 5 вагонов (без Пп)     | 5 вагонов (1 Пп)       | 6 вагонов (1 Пп)       | 7 вагонов (2 Пп)       | 8 вагонов (2 Пп)       | 81-765 (Мг)            | 81-766 (Мп)            | 81-767 (Пп) |
| Осевая формула                                                  | Осевая формула                                  | см. данные вагонов     | см. данные вагонов     | см. данные вагонов     | см. данные вагонов     | см. данные вагонов     | см. данные вагонов     | см. данные вагонов     | 20—20                  | 20—20                  | 2—2         |
| Количество дверей                                               | Количество дверей                               | 2×16                   | 2×16                   | 2×20                   | 2×20                   | 2×24                   | 2×28                   | 2×32                   | 2×4                    | 2×4                    | 2×4         |
| Размеры                                                         |                                                 |                        |                        |                        |                        |                        |                        |                        |                        |                        |             |
| Длина по осям автосцепок, мм                                    | все модели кроме .7                             | 78 520                 | 78 520                 | 97 660                 | 97 660                 | 116 800                | 135 940                | 155 080                | 20 120                 | 19 140                 | 19 140      |
| Длина по осям автосцепок, мм                                    | модификация .7                                  | 78 100                 | —                      | —                      | —                      | —                      | —                      | —                      | 20 050                 | 19 000                 | —           |
| Ширина по кузову, мм                                            | Ширина по кузову, мм                            | 2686                   | 2686                   | 2686                   | 2686                   | 2686                   | 2686                   | 2686                   | 2686                   | 2686                   | 2686        |
| Высота от уровня головки рельса, мм                             | Высота от уровня головки рельса, мм             | 3680                   | 3680                   | 3680                   | 3680                   | 3680                   | 3680                   | 3680                   | 3680                   | 3680                   | 3680        |
| Высота пола от уровня головки рельса, мм                        | Высота пола от уровня головки рельса, мм        | 1160                   | 1160                   | 1160                   | 1160                   | 1160                   | 1160                   | 1160                   | 1160                   | 1160                   | 1160        |
| Расстояние между центрами дверей, мм                            | Расстояние между центрами дверей, мм            | 3680                   | 3680                   | 3680                   | 3680                   | 3680                   | 3680                   | 3680                   | 3680                   | 3680                   | 3680        |
| Ширина дверного проёма, мм                                      | Ширина дверного проёма, мм                      | 1400                   | 1400                   | 1400                   | 1400                   | 1400                   | 1400                   | 1400                   | 1400                   | 1400                   | 1400        |
| Размеры ходовой части                                           | Полная колёсная база вагона, мм                 | см. данные вагонов     | см. данные вагонов     | см. данные вагонов     | см. данные вагонов     | см. данные вагонов     | см. данные вагонов     | см. данные вагонов     | 14 750                 | 14 750                 | 14 750      |
| Размеры ходовой части                                           | Расстояние между центрами тележек, мм           | см. данные вагонов     | см. данные вагонов     | см. данные вагонов     | см. данные вагонов     | см. данные вагонов     | см. данные вагонов     | см. данные вагонов     | 12 600                 | 12 600                 | 12 600      |
| Размеры ходовой части                                           | Колёсная база тележки, мм                       | 2150                   | 2150                   | 2150                   | 2150                   | 2150                   | 2150                   | 2150                   | 2150                   | 2150                   | 2150        |
| Размеры ходовой части                                           | Ширина колеи, мм                                | 1520                   | 1520                   | 1520                   | 1520                   | 1520                   | 1520                   | 1520                   | 1520                   | 1520                   | 1520        |
| Весовые показатели                                              |                                                 |                        |                        |                        |                        |                        |                        |                        |                        |                        |             |
| Масса, т.                                                       | тары                                            | 148                    | 141                    | 184                    | 177                    | 213                    | 242                    | 278                    | 38                     | 36                     | 29          |
| Масса, т.                                                       | расчётная с пассажирами при плотности 5 чел/м²  | 198,6                  | 191,6                  | 247,7                  | 240,7                  | 289,7                  | 331,6                  | 380,8                  | 50,3                   | 49,0                   | 42,0        |
| Масса, т.                                                       | расчётная с пассажирами при плотности 10 чел/м² | 238                    | 231                    | 297,2                  | 290,2                  | 349,2                  | 401,0                  | 460,3                  | 60,0                   | 59,0                   | 52,0        |
| Нагрузка от оси на рельсы, тс                                   | порожняя                                        | см. данные вагонов     | см. данные вагонов     | см. данные вагонов     | см. данные вагонов     | см. данные вагонов     | см. данные вагонов     | см. данные вагонов     | 9,5                    | 9,0                    | 7,3         |
| Нагрузка от оси на рельсы, тс                                   | расчётная с пассажирами при плотности 5 чел/м²  | см. данные вагонов     | см. данные вагонов     | см. данные вагонов     | см. данные вагонов     | см. данные вагонов     | см. данные вагонов     | см. данные вагонов     | 12,6                   | 12,3                   | 10,5        |
| Нагрузка от оси на рельсы, тс                                   | расчётная с пассажирами при плотности 10 чел/м² | см. данные вагонов     | см. данные вагонов     | см. данные вагонов     | см. данные вагонов     | см. данные вагонов     | см. данные вагонов     | см. данные вагонов     | 15,0                   | 14,8                   | 13,0        |
| Пассажировместимость                                            |                                                 |                        |                        |                        |                        |                        |                        |                        |                        |                        |             |
| Общая вместимость, чел.                                         | при плотности 5 чел/м²                          | 724                    | 724                    | 910                    | 910                    | 1096                   | 1282                   | 1468                   | 176                    | 186                    | 186         |
| Общая вместимость, чел.                                         | при плотности 10 чел/м² (кроме .7)              | 1288                   | 1288                   | 1617                   | 1617                   | 1946                   | 2275                   | 2604                   | 315                    | 329                    | 329         |
| Общая вместимость, чел.                                         | при плотности 10 чел/м² (модификация .7)        | 1276                   | 1276                   | —                      | —                      | —                      | —                      | —                      | 311                    | 327                    | —           |
| Число мест                                                      | сидячих (базовая модель)                        | 138                    | 138                    | 174                    | 174                    | 210                    | 246                    | 282                    | 33                     | 36                     | 36          |
| Число мест                                                      | сидячих (модификация .2)                        | 128                    | 128                    | 164                    | 164                    | 200                    | 236                    | 272                    | 28                     | 36                     | 36          |
| Число мест                                                      | полусидячих                                     | 24                     | 24                     | 32                     | 32                     | 40                     | 48                     | 56                     | 4                      | 8                      | 8           |
| Тягово-энергетические характеристики                            |                                                 |                        |                        |                        |                        |                        |                        |                        |                        |                        |             |
| Напряжение и род тока                                           | Напряжение и род тока                           | 750 В постоянного тока | 750 В постоянного тока | 750 В постоянного тока | 750 В постоянного тока | 750 В постоянного тока | 750 В постоянного тока | 750 В постоянного тока | 750 В постоянного тока | 750 В постоянного тока | —           |
| Мощность двигателей, кВт                                        | Мощность двигателей, кВт                        | 2720 (4×4×170)         | 2040 (3×4×170)         | 3400 (5×4×170)         | 2720 (4×4×170)         | 3400 (5×4×170)         | 3400 (5×4×170)         | 4080 (6×4×170)         | 680 (4×170)            | 680 (4×170)            | —           |
| Конструкционная скорость, км/ч                                  | Конструкционная скорость, км/ч                  | 90                     | 90                     | 90                     | 90                     | 90                     | 90                     | 90                     | 90                     | 90                     | 90          |
| Максимальное ускорение, м/с²                                    | при разгоне                                     | 1,3                    | 1,3                    | 1,3                    | 1,3                    | 1,3                    | 1,3                    | 1,3                    | 1,3                    | 1,3                    | 1,3         |
| Максимальное ускорение, м/с²                                    | при торможении                                  | 1,1                    | 1,1                    | 1,1                    | 1,1                    | 1,1                    | 1,1                    | 1,1                    | 1,1                    | 1,1                    | 1,1         |
| Время разгона на горизонтальном участке при полной загрузке, с  | до 30 км/ч                                      | ?                      | 10                     | ?                      | ?                      | ?                      | ?                      | 10                     | ?                      | ?                      | —           |
| Время разгона на горизонтальном участке при полной загрузке, с  | до 60 км/ч                                      | ?                      | 20                     | ?                      | ?                      | ?                      | ?                      | 20                     | ?                      | ?                      | —           |
| Время разгона на горизонтальном участке при полной загрузке, с  | до 80 км/ч                                      | ?                      | 35                     | ?                      | ?                      | ?                      | ?                      | 35                     | ?                      | ?                      | —           |
| Тормозной путь на горизонтальном участке при полной загрузке, м | с 20 км/ч                                       | ?                      | 30                     | ?                      | ?                      | ?                      | ?                      | 30                     | ?                      | ?                      | ?           |
| Тормозной путь на горизонтальном участке при полной загрузке, м | с 40 км/ч                                       | ?                      | 70                     | ?                      | ?                      | ?                      | ?                      | 70                     | ?                      | ?                      | ?           |
| Тормозной путь на горизонтальном участке при полной загрузке, м | с 60 км/ч                                       | ?                      | 150                    | ?                      | ?                      | ?                      | ?                      | 150                    | ?                      | ?                      | ?           |
| Тормозной путь на горизонтальном участке при полной загрузке, м | с 90 км/ч                                       | ?                      | 330                    | ?                      | ?                      | ?                      | ?                      | 330                    | ?                      | ?                      | ?           |

## Конструкция
Вагоны 81-765/766/767 являются дальнейшим усовершенствованием вагонов 81-760/761/763 «Ока» модификаций А и Б со сквозным проходом. Их основные отличия от предшественников — новая маска кабины машиниста с крэш-системой, увеличенная ширина входных дверей и уменьшенная ширина окон, несколько уменьшенное число сидячих мест в салоне в пользу увеличения вместимости, усовершенствованная интерактивная система информирования пассажиров, более современное и компактное электрооборудование. Тяговое и вспомогательное оборудование поезда размещено более равномерно, за счёт чего восьмивагонный состав стал на 22 тонны легче в сравнении с вагонами типов 81-717/714 и создаёт меньшую нагрузку на пути.
Электропоезд использует около 90 % отечественных комплектующих. Все крупные узлы за исключением дверей (IFE), межвагонных переходов (Hübner), компрессора (Knorr-Bremse) и беззазорных сцепных устройств между вагонами (Dellner), также являются отечественными. Производство дверей и межвагонных переходов планируется локализовать. В совокупности это даёт существенное снижение стоимости вагонов относительно иностранных аналогов сопоставимого уровня.

### Кузов

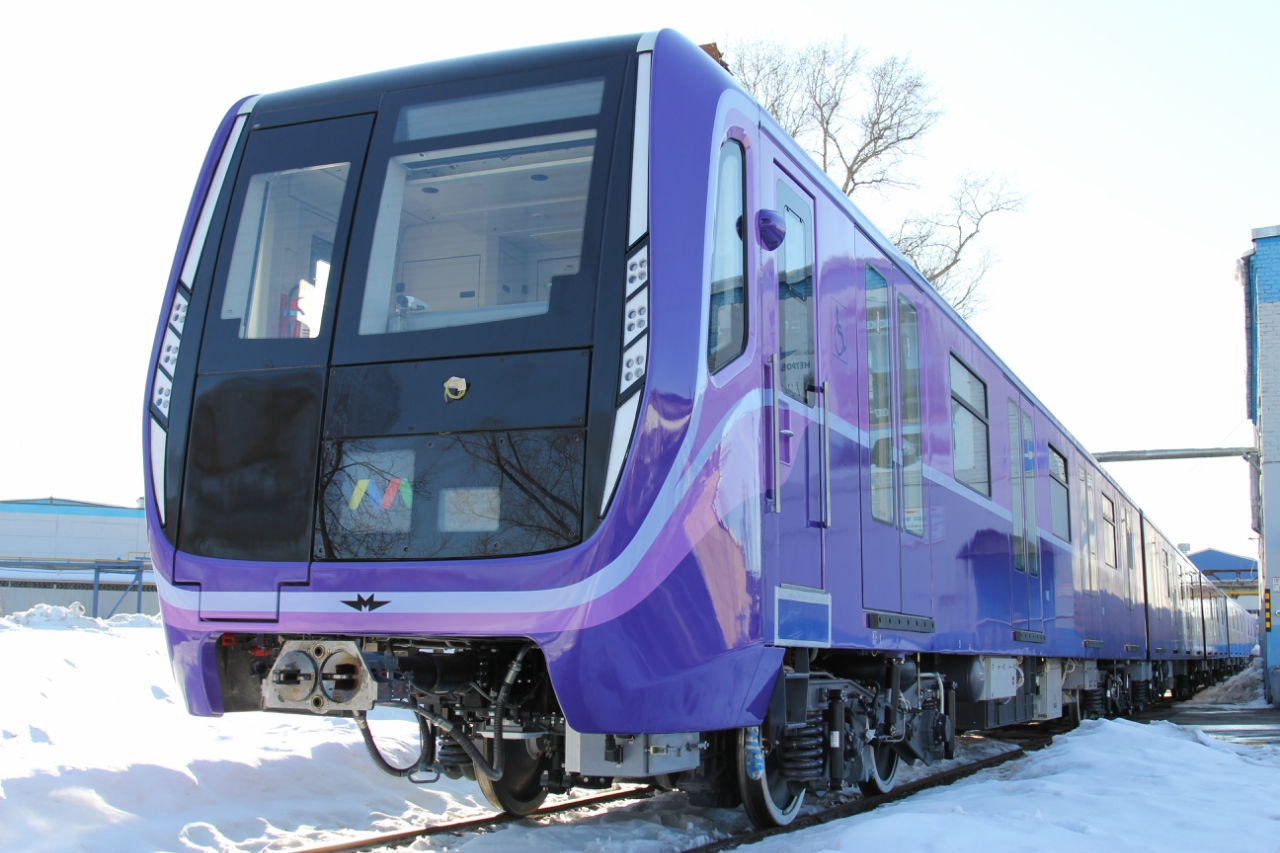
Электропоезд 81-765.Б/766.Б для Бакинского метрополитена. Вид спереди

Кузова вагонов «Москва» цельнометаллические сварной конструкции, с несущей наружной обшивкой. Элементы кузова создавались с учётом возможности применения современных технологий автоматизированной сварки, включая лазерную. Рама кузова изготовлена из низколегированной стали повышенной прочности, обработанной антикоррозионными покрытиями. Стенки кузова и крыша изготовлены из нержавеющей стали. Жёсткость конструкции сохраняет геометрию внутреннего пространства пассажирского салона при воздействии силы сжатия до 80 тс, что в большинстве случаев позволяет избежать травм у пассажиров в случае аварии и соответствует европейским нормам. Размеры вагонов по сравнению с вагонами «Ока» не претерпели изменений, однако был обновлён дизайн и форма лобовой части головных вагонов, увеличена ширина дверей и уменьшена ширина окон, для чего была переработана конструкция боковых стен.
Вагоны для Московского метрополитена с завода получают новую брендовую окраску Московского транспорта: боковые стены окрашиваются в белый цвет с синими круговыми узорами и узкими горизонтальными полосами сверху и снизу за пределами уровня дверей; двери — в синий; крыша вагонов со скатами, а также угловые боковины и низ лобовой части — в красный, центр лобовой части — в чёрный. Вагоны для Бакинского метрополитена получают двухцветную сиреневую окраску с белой полосой разделителем по центру: верхняя часть боковых стен окрашивается в более тёплый красновато-сиреневый цвет, нижняя часть боковых стен и углы на кабине машиниста — в более холодный синевато-сиреневый цвет, центр лобовой части — в чёрный. Вагоны для Ташкентского метрополитена получают окраску белого цвета с чёрным центром лобовой части, при этом по бокам вагонов нанесены полосы красного, голубого и зелёного цвета в стиле флага Узбекистана вдоль борта, крыша и угловые боковины лобовой части окрашены в голубой цвет, а низ боковин вагонов — в серый. Вагоны для Казанского метрополитена получают окраску из двух тонов серого цвета с голубыми дверями и полосой, проходящей по бортам вагонов в середине и снижающейся у кабины, при этом верхняя половина и самый низ бортов ниже уровня дверей окрашены в тёмно-серый, а нижняя половина бортов кроме самого низа и окантовка лобовой части — в светло-серый серебристый цвет.
По лобовым торцам головных вагонов на уровне рамы установлены автосцепки Шарфенберга, конструкции, принятой в российских метрополитенах, с разъёмами полуавтоматического соединения тормозной и напорной пневмомагистрали. Новшеством стало появление ударопоглощающих элементов крэш-системы в лобовой части рамы, которые принимают на себя основную энергию удара в случае столкновения поезда с препятствием и таким образом снижают степень травмирования машиниста, пассажиров и повреждения вагона. Между вагонами вместо стандартных автосцепок Шарфенберга установлены беззазорные сцепные устройства, которые увеличивают плавность хода и предотвращают наползание вагонов друг на друга.

#### Лобовая часть

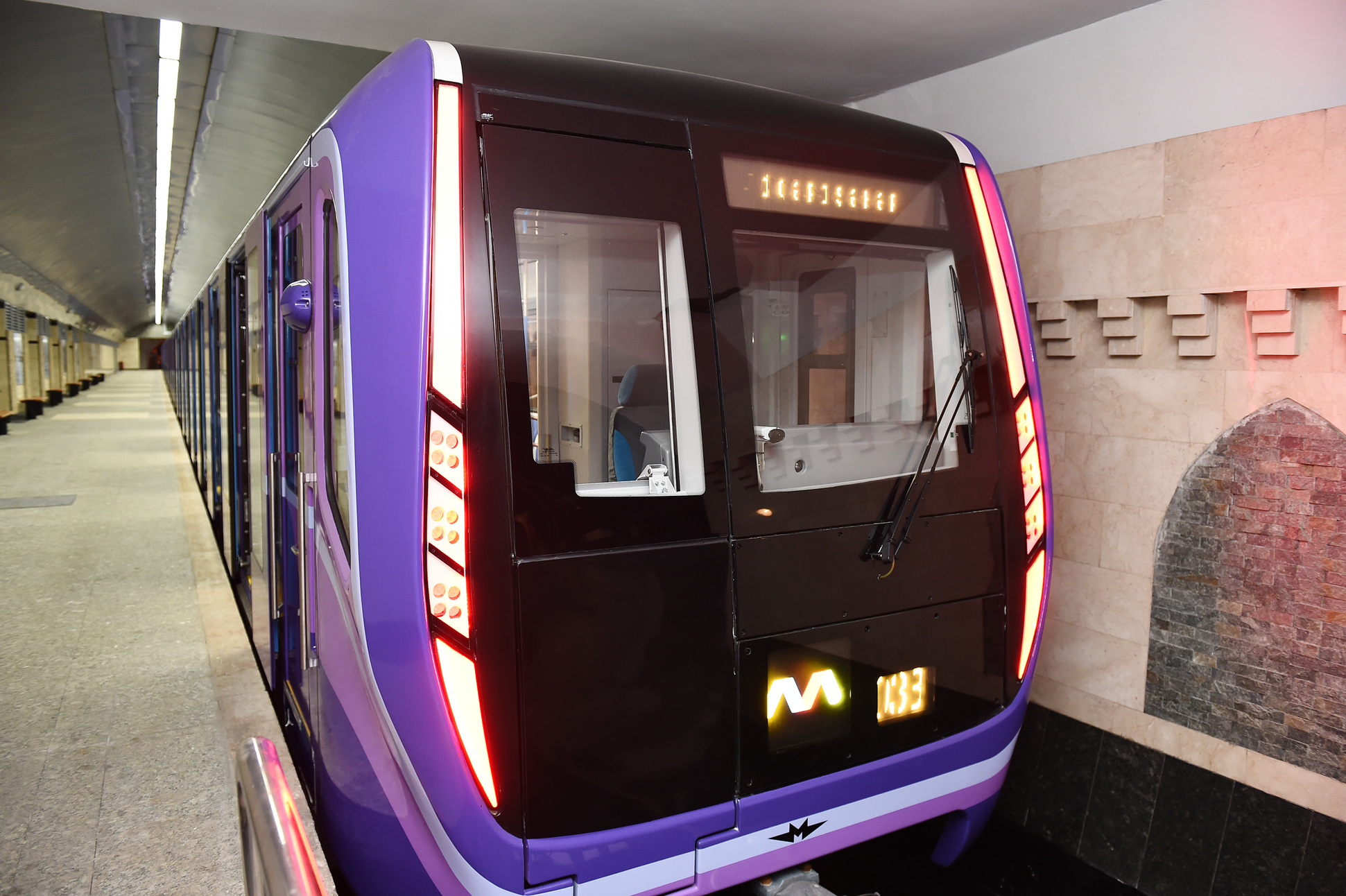
Головной вагон 81-765.Б в Бакинском метрополитене со включёнными красными хвостовыми огнями

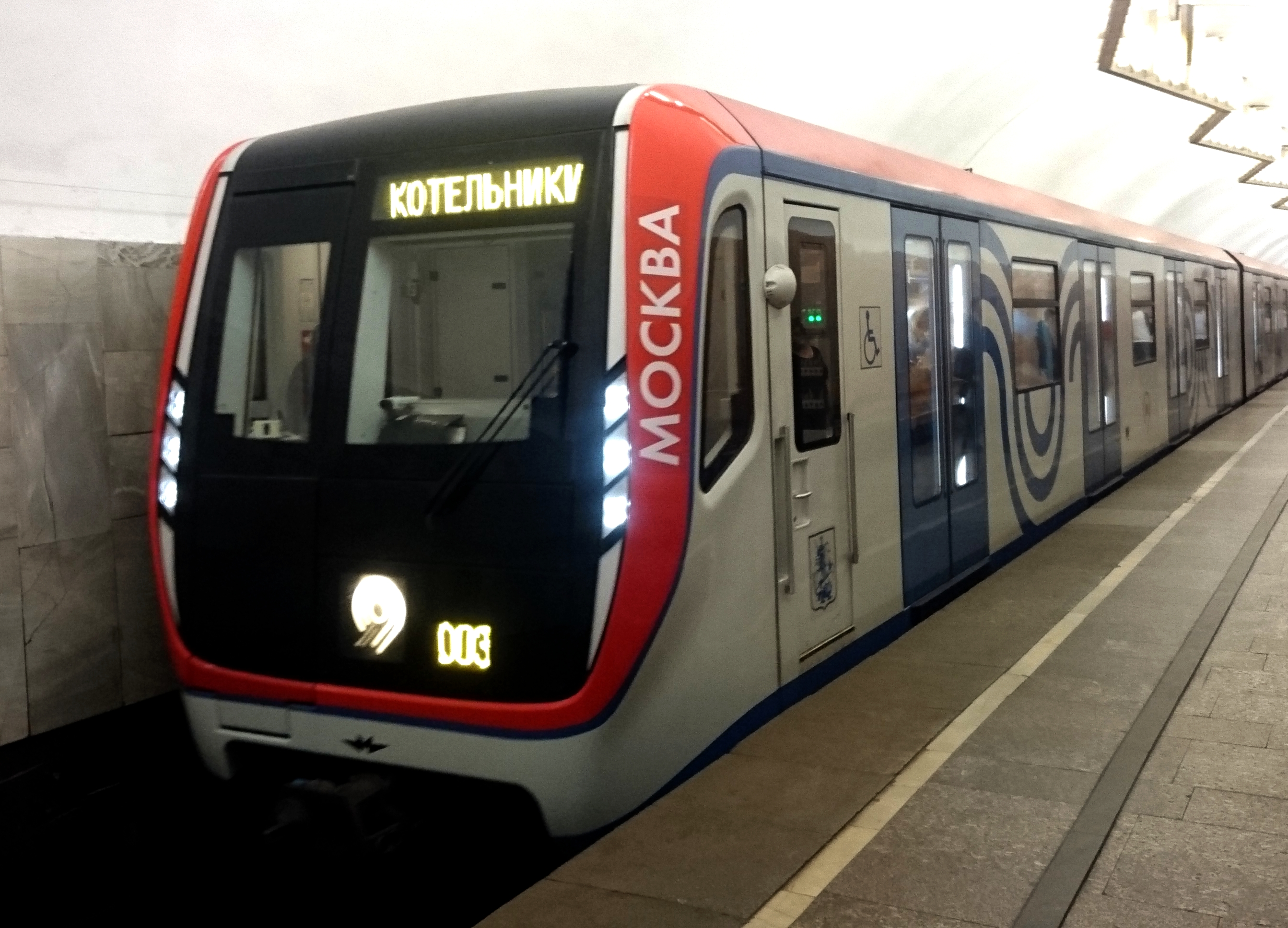
Головной вагон 81-765 со включёнными белыми головными огнями

Лобовые маски головных вагонов поезда изготовлены из стеклопластиковых элементов и закреплены на стальном каркасе вагона. По сравнению с вагонами «Ока» они сохранили наклонную форму лобовой стены с плавным изгибом, но получили боковые обтекатели, плавно переходящие в боковые стены и крышу. По бокам маски кабина машиниста имеет два узких окна треугольной формы. Как и у вагонов «Ока», с правой стороны лобовой части расположена торцевая эвакуационная дверь, объединённая с лобовым стеклом. В чрезвычайных ситуациях она откидывается наружу и при помощи встроенной складной лестницы обеспечивает безопасный выход пассажиров через кабину машиниста на уровень путей. В верхней части лобового стекла расположено подсвечиваемое электронное маршрутное табло. На головной части вагона расположены антенны для связи, беспроводного интернета и передачи видеосигнала с камер наблюдения.
Буферные фонари получили принципиально новую конструкцию и дизайн: они вынесены по краям кабины и расположены в виде вертикальных изогнутых световых линий во всю высоту лобовой части по аналогии с вагонами 81-722/723/724 «Юбилейный» базовой модели. Каждая световая линия состоит из пяти фонарей, из которых три средних фонаря небольшого размера объединены в общую группу (включаются одновременно). Все фонари оборудованы белыми осветительными и красными хвостовыми светодиодами и выполняют роль как осветительных, так и хвостовых огней в зависимости от направления движения состава. Также в нижнюю часть кабины вагонов «Москва» встроены дополнительные подсвечиваемые цифровые табло: квадратное табло с логотипом метрополитена в середине и прямоугольное трёхзначное табло для отображения номера маршрута состава. Все три цифровых табло имеют подсветку нескольких цветов, включая зелёный, красный и жёлтый.

#### Боковые стены и двери
Боковые стены вагонов прямые и гладкие для удобства автоматической мойки и обеспечения хороших динамических характеристик. Борта вагонов имеют по четыре двустворчатые автоматические двери прислонно-сдвижного типа для входа и выхода пассажиров. Дверные проёмы увеличены в ширину с 1250 (у «Оки») до 1400 мм и получили новые широкие створки. Одновременно с этим окна салона, расположенные между дверями, существенно заужены, но сохранили основную конструкцию и откидные форточки в верхней их части. Окна на первых шести составах имели прямые углы, однако впоследствии стали выпускаться поезда, окна которых имеют скруглённые углы.

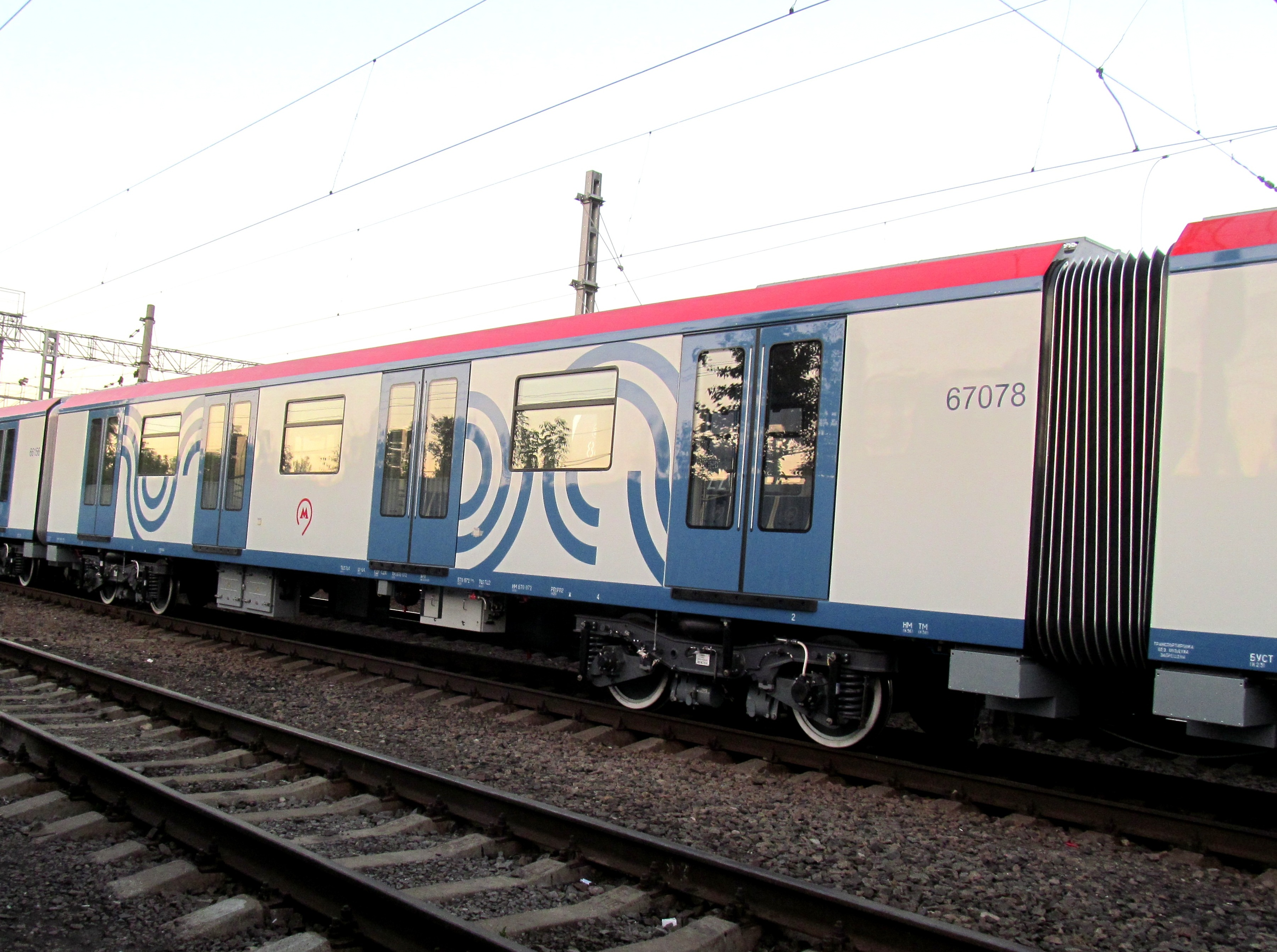
Вагон 81-767 (Пп) № 67078
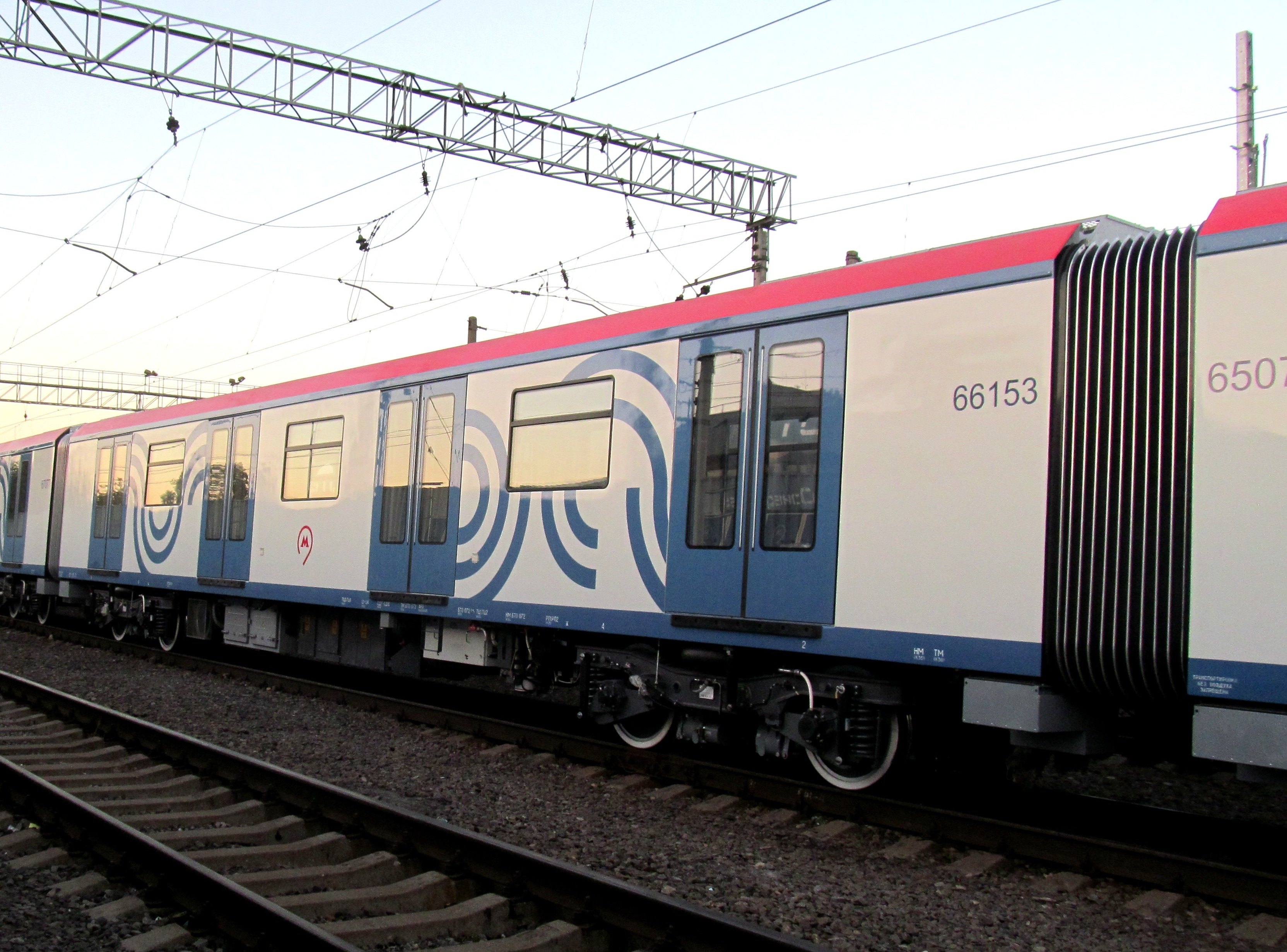
Вагон 81-766 (Мп) № 66153
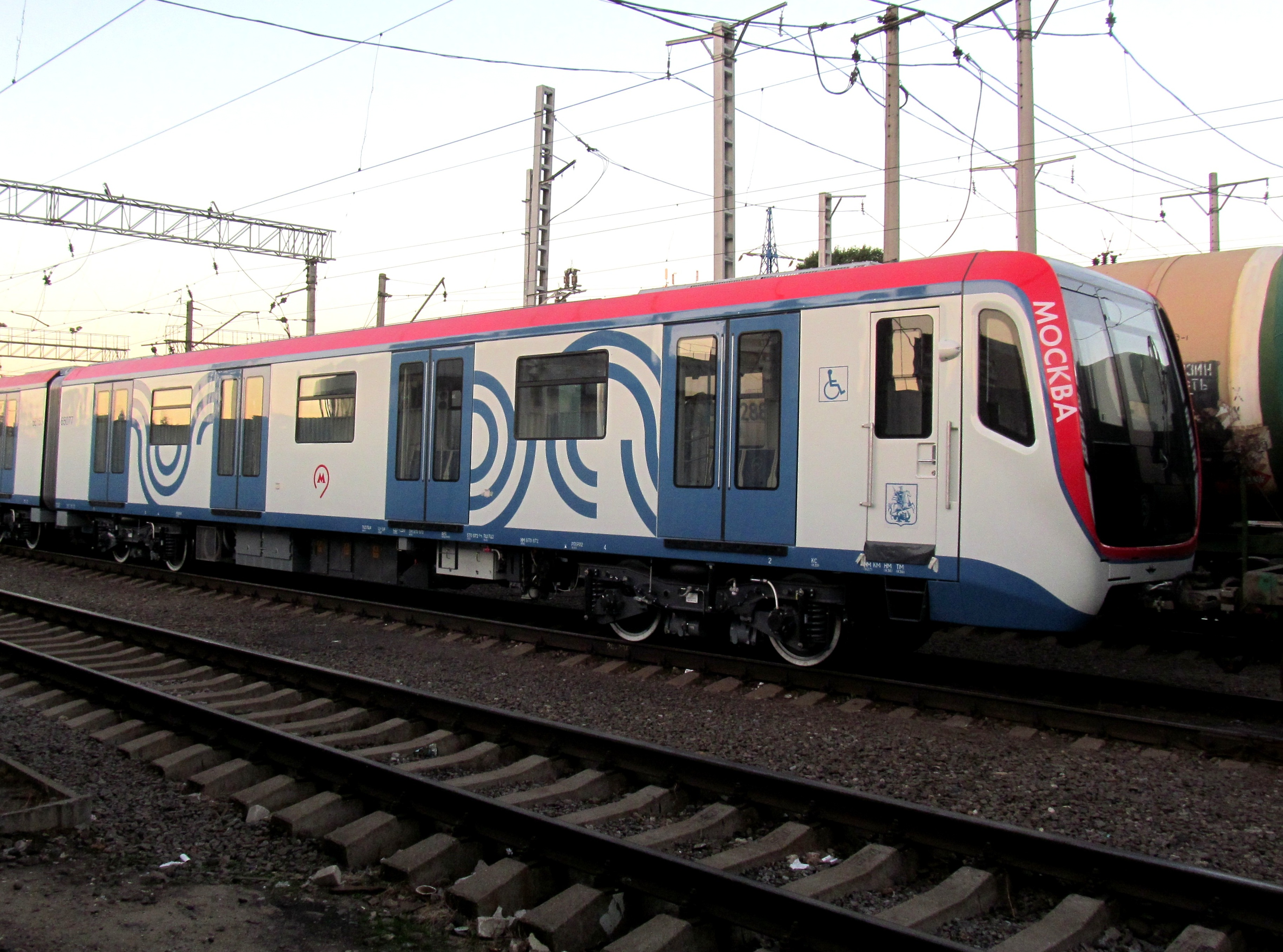
Вагон 81-765 (Мг) № 65077

Дверные створки производства компании IFE оборудованы окнами увеличенной высоты с антивандальными стеклопакетами повышенной прочности и снаружи оснащены световыми индикаторами. Они загораются зелёным цветом при открытии дверей и посадке пассажиров и красным при закрытии. Дополнительная индикация находится и в придверных коробах: вертикальные световые полосы во время движения горят белым светом, зелёным светом при открытых дверях, а при открытии и закрытии дверей мигают красным светом. Также возможно мигание жёлтым светом. Двери оборудованы электроприводом и датчиками контроля закрытия, которые не позволяют поезду двигаться в режиме тяги при открытых дверях. Автоматическая система противозажатия позволяет обнаруживать препятствия шириной до 10 мм и замедляет дверные створки перед окончательным закрытием, а в случае препятствия движению (в том числе зажатия людей) приоткрывает створки обратно и повторяет попытку закрытия.

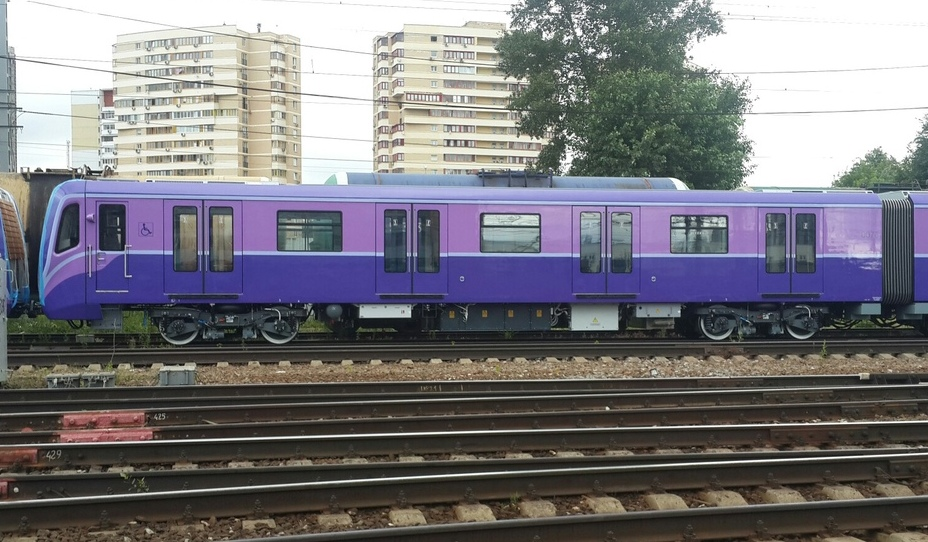
Вагон 81-765.Б (Мг) № 0076
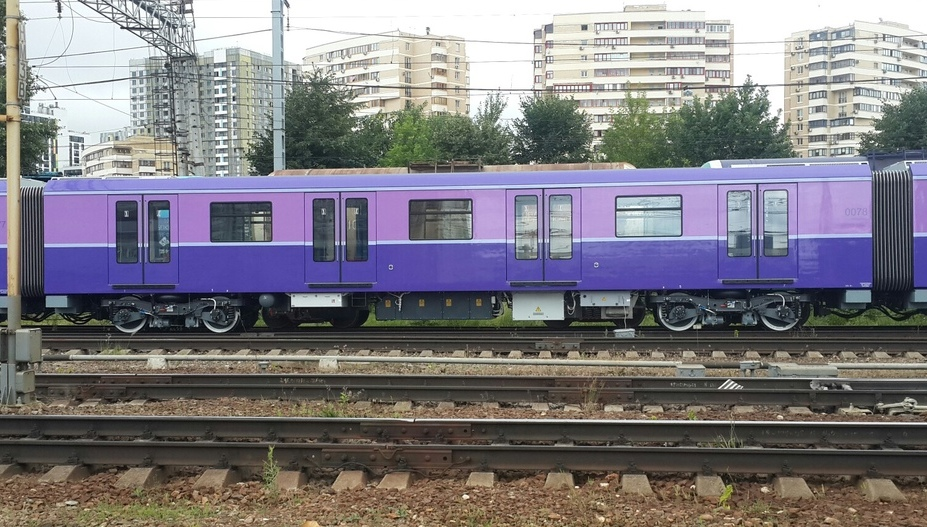
Вагон 81-766.Б (Мп) № 0078
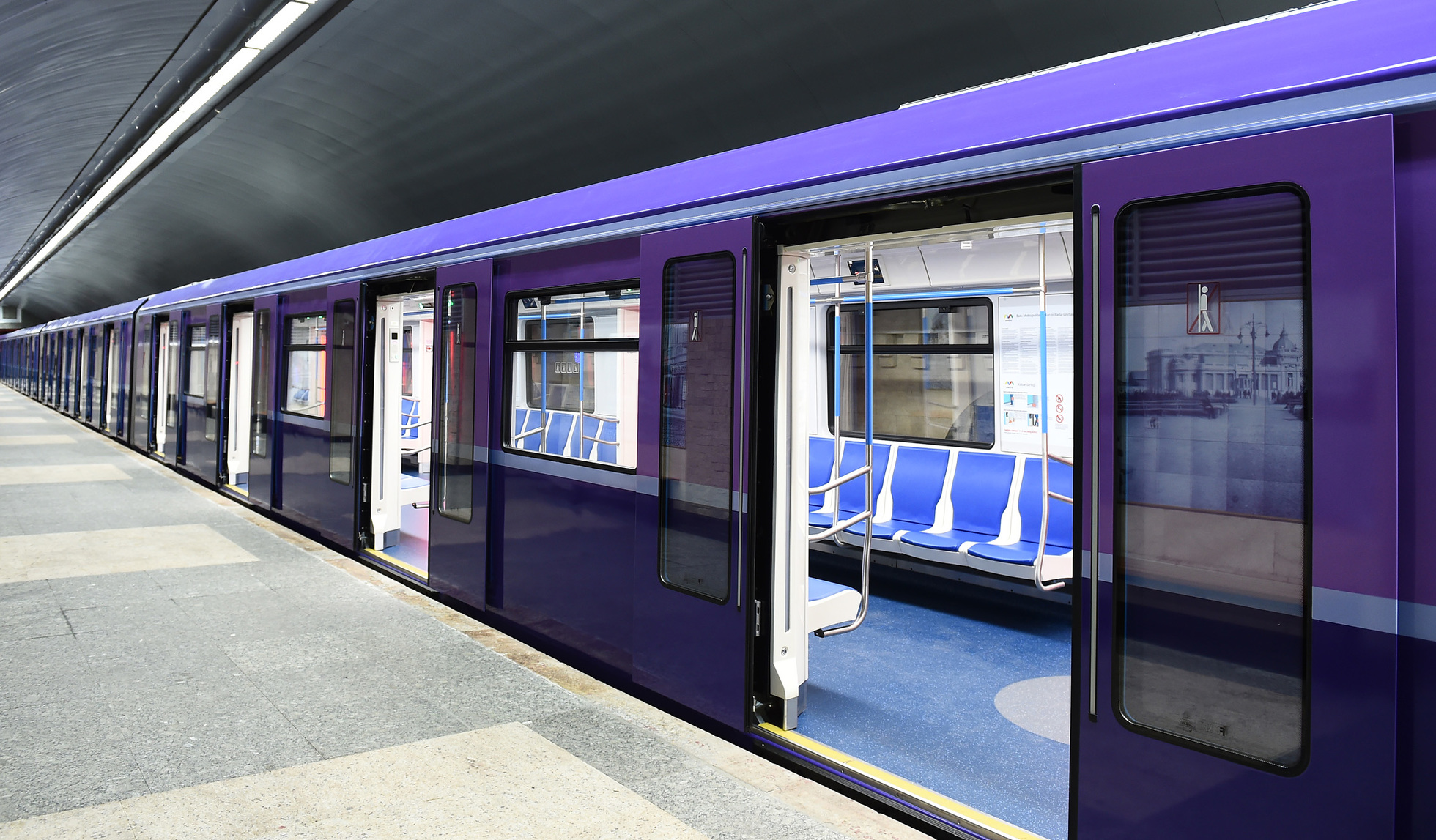
Вагон 81-766.Б (Мп) с открытыми дверьми

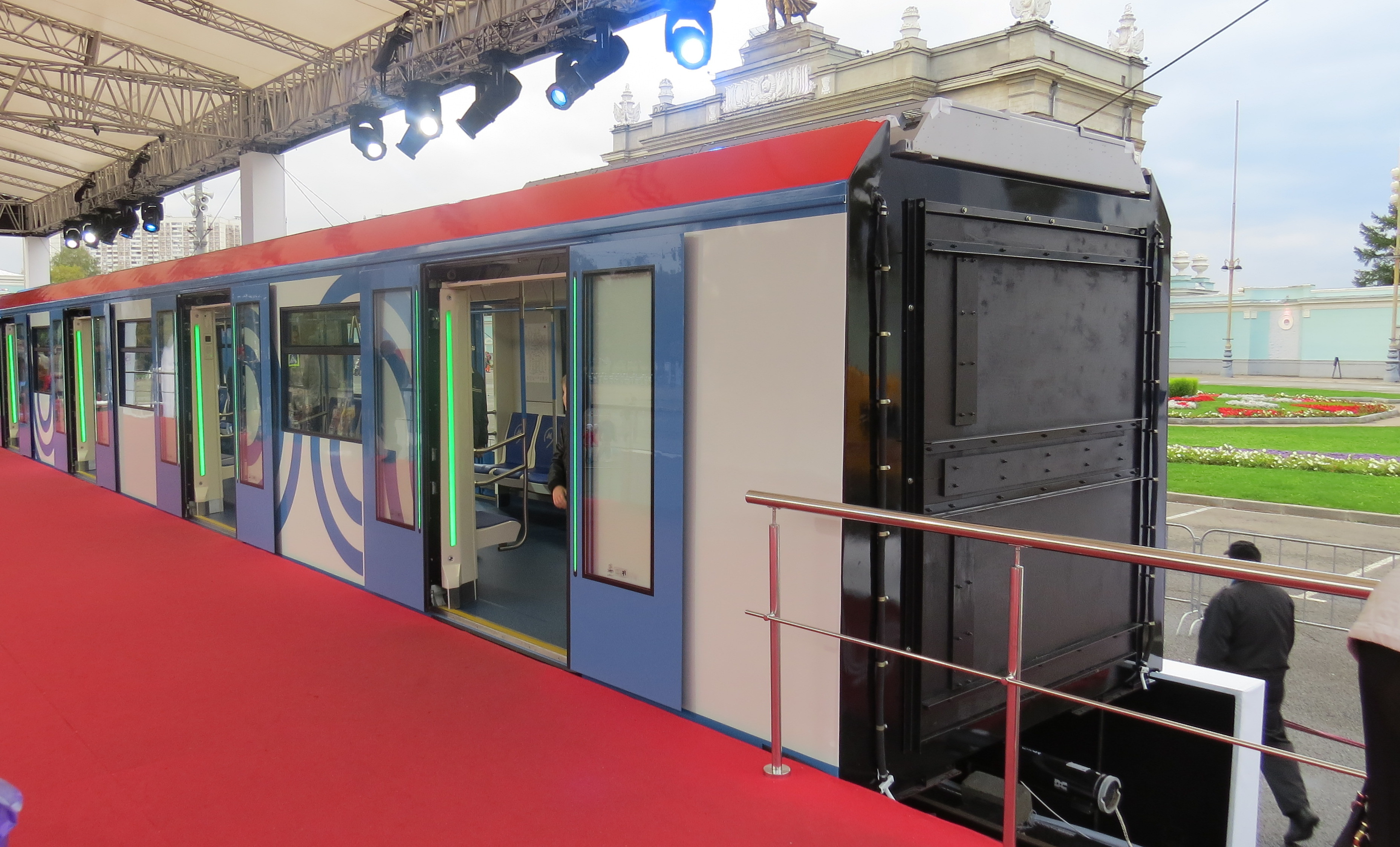
Промежуточный вагон 81-766 Московского метрополитена. Межвагонный переход закрыт заглушкой

У поездов модификации .2 на одной из двух дверных створок каждого проёма также имеются зелёные круглые кнопки адресного открытия дверей по требованию пассажиров, которые позволяют в условиях низкого пассажиропотока открывать только нужные для посадки и высадки двери, что особенно важно на наземных линиях в холодное время года. Кнопки размещены в выемке стекла створки со стороны середины дверного проёма снаружи и изнутри.
У головных вагонов боковые стены напротив кабины управления имеют одностворчатые двери с окнами, снабжённые запорными устройствами и сигнализацией открытия и открываемые поворотом внутрь. Двери кабины имеют электромеханическую блокировку, срабатывающую при скорости движения более 3 км/ч. Дверная створка оснащена боковым окном со сдвижным стеклом. Для возможности входа и выхода машиниста с уровня путей сбоку от дверей имеются поручни, а под ними предусмотрены вертикальные подножки. Позади дверей кабины по бокам установлены камеры видеоконтроля закрытия дверей, транслирующие изображение вдоль борта состава на пульт машиниста.

#### Межвагонные переходы
Герметичные межвагонные переходы типа «гармошка» производства компании Hübner обеспечивают сквозной проход пассажиров по составу и увеличивают его вместимость за счёт возможности проезда в межвагонном переходе. Межвагонный переход имеет две гармошки — внешнюю и внутреннюю. По наружной ширине и высоте переходы близки к ширине вагонов и по бокам закрыты фальшпанелями, что по сравнению с вагонами без сквозного прохода предотвращает возможность проезда снаружи между вагонами на переходных площадках. Фальшпанель и находящаяся за ней внешняя гармошка имеют прямоугольную форму со скруглениями углов, внутренняя гармошка — дугообразную форму. Переходы имеют высокую степень звуковой и теплоизоляции и способствуют равномерному распределению воздуха по составу, устраняя «мёртвые» климатические зоны.

#### Крыша
Крыша вагонов плоской формы с небольшими боковыми наклонными скатами и двумя углублениями вблизи торцов, в которых устанавливаются кондиционеры. У промежуточных торцов вагона устанавливаются широкие кондиционеры с двумя вентиляторами для пассажирского салона, а у лобовой части головного вагона в углублении увеличенной длины располагаются небольшой кондиционер кабины машиниста с одним вентилятором и сзади него — стандартный салонный широкий кондиционер с двумя вентиляторами.

### Тележки
Каждый вагон имеет две двухосные тележки с двухступенчатым пружинно-пневматическим адаптивным подвешиванием и тяговой передачей третьего класса. В кузовной ступени подвешивания применяется центральное подвешивание на пневморессорах. По сравнению с вагонами «Ока» конструкция тележек была несколько переработана. Для поезда были разработаны новые колёса низконапряжённой конструкции с шумопоглотителями, снижающими уровень шума при движении.
На вагонах 81-765 и 81-766 всех модификаций устанавливаются моторные тележки, на вагонах 81-767 — безмоторные тележки с электропневматическим торможением. Моторные тележки имеют два индивидуальных для каждой оси тяговых привода. Колёсные пары тележек состоят из оси, двух колёс, двух букс и редукторного узла на моторных тележках.

### Электрооборудование
Основная часть тягового и вспомогательного электрооборудования размещена в подвагонном пространстве между тележками, значительная часть находится внутри специальных контейнеров. Основное подвагонное оборудование включает в себя токоприёмники, блоки предохранителей, контейнер тягового инвертора, тяговые электродвигатели, тормозные резисторы, электродвигатели компрессора и вентиляторов и аккумуляторную батарею. Вагоны оснащены новым асинхронным тяговым приводом КАТП-3 разработки Метровагонмаш.
Рельсовые токоприёмники, расположенные по бокам тележек, снимают постоянный ток с нижней стороны нижнего бокового контактного рельса. От токоприёмников напряжение поступает в контейнер тягового инвертора через соединительные муфты, соединительный блок, главный предохранитель и главный разъединитель.
Основное силовое и тяговое оборудование вагона размещено в контейнере тягового инвертора. В режиме тяги оборудование преобразует постоянный ток в переменный ток регулируемого напряжения и частоты, который подаётся на двигатели, а в режиме торможения — управляет тяговыми двигателями. Используется следящее рекуперативно-реостатное электрическое торможение. Контейнер тягового инвертора стал существенно меньше и легче по сравнению с вагонами «Ока», что было достигнуто оптимизацией компоновки оборудования и использованием современной элементной базы: масса его компонентов по сравнению с приводом КАТП-2 на вагонах «Ока» снизилась на 15 %, а длина тягового преобразователя — на 30 %, при этом было достигнуто увеличение мощности на 20 %. Изменения были внесены и в конструкцию системы охлаждения инвертора.
Моторные вагоны имеют по четыре асинхронных тяговых электродвигателя TME 43-23-4 (производство Австрия, «Traktionssysteme Austria GmbH»), размещённых по два на тележке с индивидуальным приводом на каждую ось через редуктор. Тяговые двигатели асинхронные, трёхфазные, четырёхполюсные с короткозамкнутым ротором, самовентилируемые. Мощность каждого электродвигателя, как и у вагонов «Ока», составляет до 170 кВт.
Внутривагонное электрооборудование включает в себя системы управления поездом, наружного и внутреннего освещения, отопления и вентиляции салона и кабины, видеонаблюдения, информационные сети и оборудование радиосвязи. В вагонах установлена новая система автоматизированного управления «СКИФ-М» разработки НИИ им. Тихомирова, автоматическая система обнаружения и тушения пожара и интерактивный информационный комплекс разработки Метроспецтехника. Двери оснащены электроприводом и системой противозажатия с повышенной чувствительностью.
Новая пневматическая система вагонов контролирует целостность и готовность электрических цепей управления тормозами. Все тормозные и противоюзные системы способны питаться от аккумуляторной батареи.
Головные вагоны 81-765 оборудованы автоматической системой помощи машинисту «Штурман».

### Интерьер

#### Пассажирский салон

##### Планировка и сиденья
Пассажирский салон вагонов «Москва», как и у вагонов «Ока», оборудован автоматическими двустворчатыми прислонно-сдвижными дверями по четыре с каждой стороны. По бокам от дверей вдоль центрального прохода установлены пассажирские диваны, ориентированные лицом к проходу, при этом у поездов модификации .2 часть сидений ориентирована вдоль направления движения лицом к середине окна. У головных вагонов в передней части салон отделён от кабины стеной с дверью. Из-за увеличения ширины дверных проёмов карманы между дверью и сиденьями практически исчезли, однако длина диванов осталась прежней.
Диваны расположены между дверными проёмами с каждой стороны вагона и состоят из шести раздельных сидячих мест каждый. Исключение составляет первый диван с правой стороны в головном вагоне: он состоит из трёх мест ближе к середине вагона, а оставшееся пространство занимает накопительная площадка. Она увеличивает вместимость вагона, а также позволяет разместить крупногабаритный багаж, инвалидные и детские коляски. Для удобства пассажиров-инвалидов площадка оборудована вертикальной синей спинкой и ремнями для фиксации инвалидных кресел. Подобные площадки ранее применялись в салонах головных вагонов 81-722.1.
В поездах модификации .2 планировка мест в головных вагонах отличается от базовой модели и является комбинированной по аналогии с модернизированными электропоездами метрополитена 81-71M. Количество сидений в зонах между дверями сократилось с шести до пяти с каждой стороны от прохода, при этом лицом к проходу обращены только крайние сиденья по бокам от окон, в то время как сиденья напротив окон обращены лицом вдоль направления движения в сторону середины окна и размещены по схеме 2+1 и 1+2, при этом сиденья в средней и задней части имеют центральную перекрёстную симметрию. В головной части между первой и второй дверями вдоль левого борта оба поперечных сиденья напротив окна являются двухместными, а по правому борту размещено только одно поперечное и одно продольное сиденье ближе ко второй двери (всего 8 сидений). В промежуточных вагонах планировка мест не изменилась, однако у прицепного вагона 81-767.2 у самого левого из трёх диванов относительно каждого борта сиденья выполнены откидными.
Поезда модификации .3 незначительно отличаются от базовой модификации наличием тканевой обивки сидений, а также изменённым расположением информационных дисплеев. Поезда модификации .4 и .4К оснащены новыми наддверными табло с экранами высокой чёткости, а также чёрными, вместо белых, панелями коробов в салоне, установлены видоизменённые поручни (появился потолочный поручень в виде шестиугольника вокруг светильника по центру между дверными проёмами, вертикальные поручни стали изогнутыми, появились тройные наклонные поручни-разграничители между зоной входа и сиденьями), цвет пола и дверей со внутренней стороны изменён с синего на серый двух тонов (более тёмный напротив сидений со светлыми вставками в виде шестиугольников и более светлый напротив дверей).
Конструкция сидячих мест изменилась по сравнению с вагонами «Ока». У диванов сидушка и спинка стали полностью закрывать вандалоустойчивое пластиковое основание и сходиться друг с другом, зазоры остались только между сиденьями. В торцевых зонах вместо откидных сидений, планировавшихся изначально, установлены два полусидячих места в виде наклонных выступов оригинальной конструкции, которые позволяют взрослым пассажирам опереться на них и снизить нагрузку на ноги. Материалы и цвета сидений остались прежними: корпуса диванов и полусидячих выступов изготовлены из молочно-белого пластика, сами сиденья — из синего кожзаменителя. Начиная с поездов модификации .2 сиденья получили тканевую обивку.
В общей сложности головные вагоны поездов базовой модели, .3 и .4 имеют по 33 сидячих и 4 полусидячих места, модификации .2 — 28 сидячих и 4 полусидячих, а промежуточные всех модификаций — по 36 сидячих и 8 полусидячих.

##### Отделка

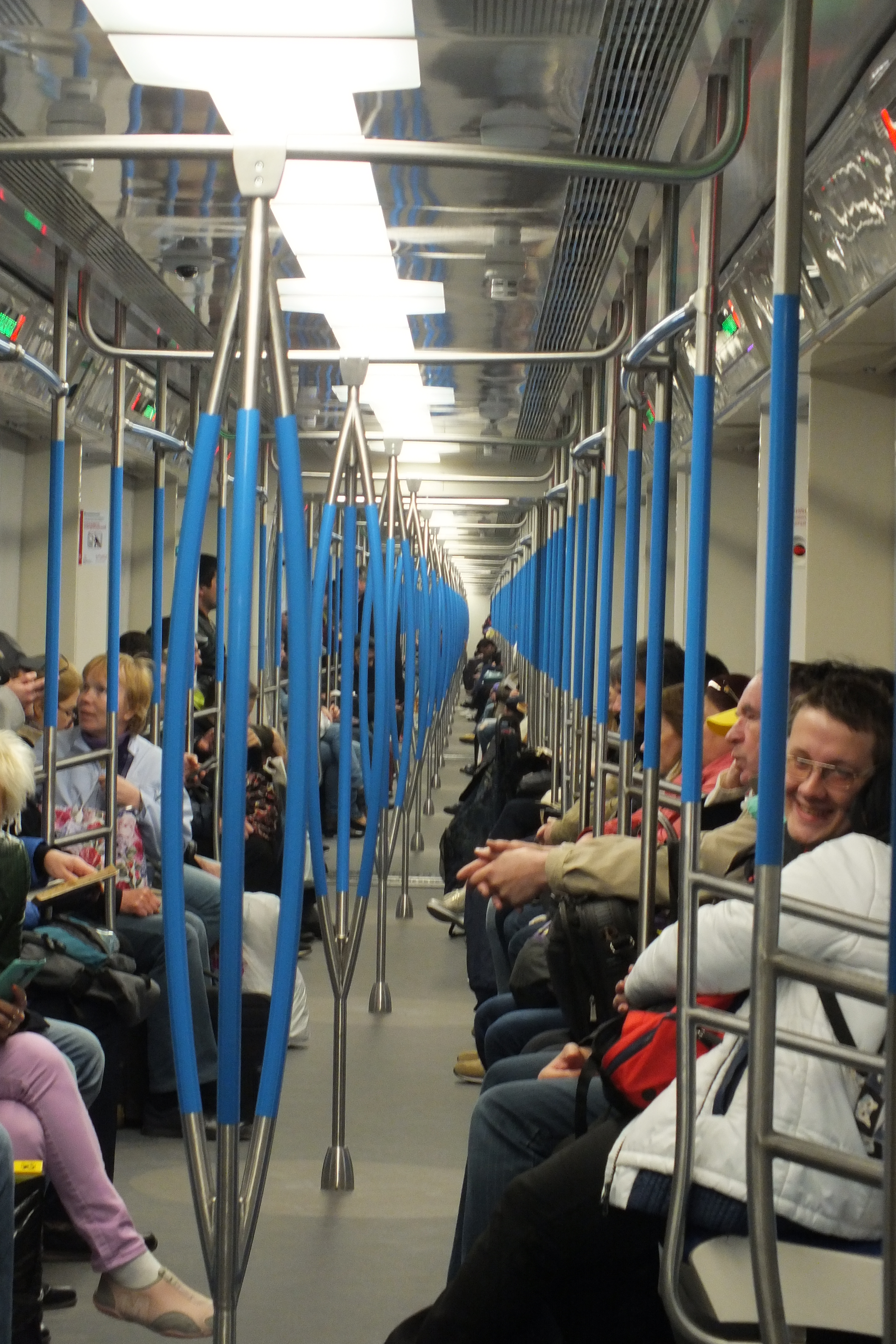
Перспектива из центральных поручней

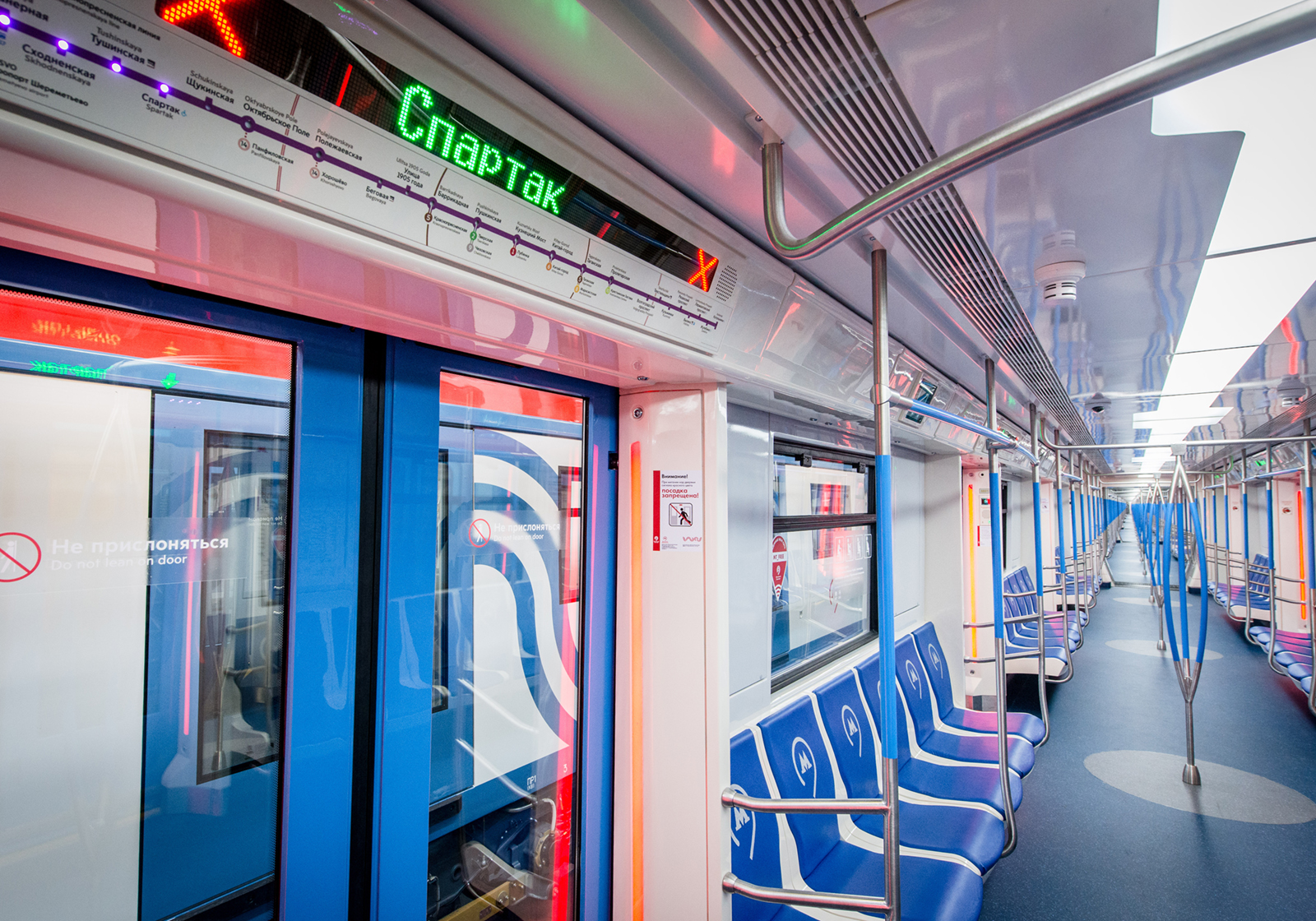
Отделка салона

Материалы облицовки стен, потолка и пола салона подобраны из соображений санитарно-гигиенических норм и требований пожарной безопасности. Стены вагонов облицованы легкомоющимися стеклопластиковыми формованными панелями молочно-белого цвета. Большая часть пола бледно-синего цвета с голубыми точками, а по центру между входными дверями вокруг вертикальных поручней он окрашен в серый цвет в форме круга. Потолок вагонов над проходом состоит из плоских светло-серых панелей, над сиденьями между потолком и стенами устанавливаются выступающие панели молочно-белого цвета. По бокам вагонов в оконных проёмах установлены стеклопакеты, обеспечивающие теплоизоляцию салона.
Салонные поручни изготовлены из нержавеющей стали, однако в отличие от вагонов предыдущих модификаций они частично покрыты специальным пластиком синего цвета для защиты рук пассажиров от неприятного холода в случае прикосновения к металлу. По расположению и конструкции поручни возле сидений унаследовали особенности вагонов «Ока» модификации А, а в проходе — модификации Б. По краям и в середине диванов установлены вертикальные, изгибающиеся к низу поручни. В нижней части они крепятся к основанию дивана, а в верхней — к потолку и к горизонтальному поручню. Каждый боковой поручень также соединён двумя перекладинами с выступами стены, которые отделяют крайние сиденья от зоны входа.
В то же время напротив входных дверей по центру прохода появились поручни-триподы, имеющие единую опору и состоящие из трёх дуг, повёрнутых под углом 120° друг к другу. Но в ноябре-декабре 2017 со всех составов были демонтированы поручни-триподы. Это было объяснено неудобством для входящих-выходящих пассажиров, создавало задержки при посадке и высадке, а также вызвало нарекания со стороны МЧС по причине затруднений при эвакуации пассажиров в случае чрезвычайных ситуаций. На новых поездах стали устанавливаться вертикальные центральные поручни с горизонтальной перекладиной вверху.
Конструкция межвагонных переходов в салоне также претерпела изменения: вместо вертикальных стен с диагональным сужением внизу стены межвагонных переходов стали дугообразными. По бокам и сверху межвагонные переходы снабжены герметичной резиновой гармошкой, обеспечивающей шумо- и теплоизоляцию от окружающей среды. Пол в зоне гармошки межвагонных переходов состоит из нескольких сцепленных металлических секций двух вагонов.

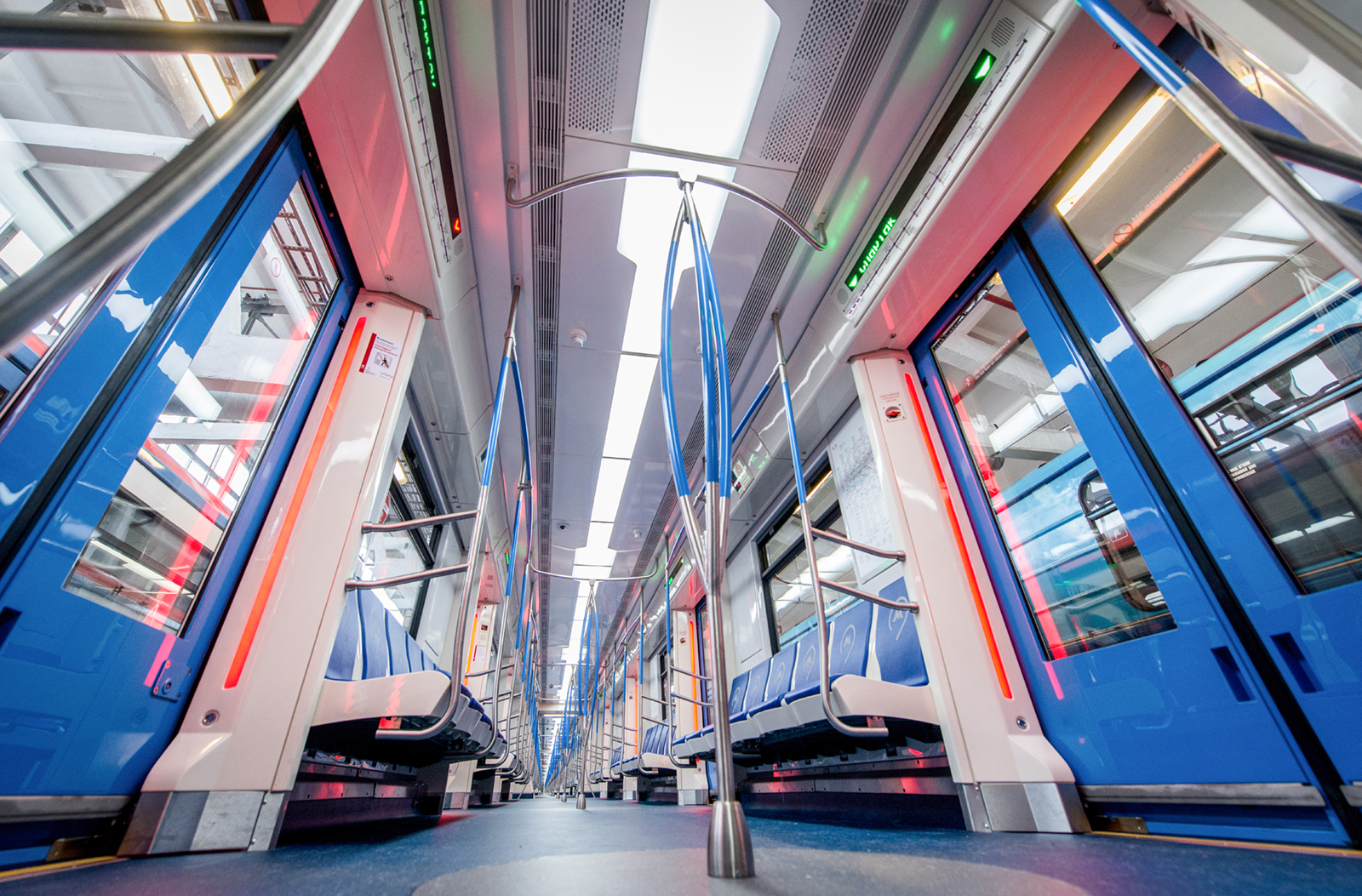
Центральный поручень
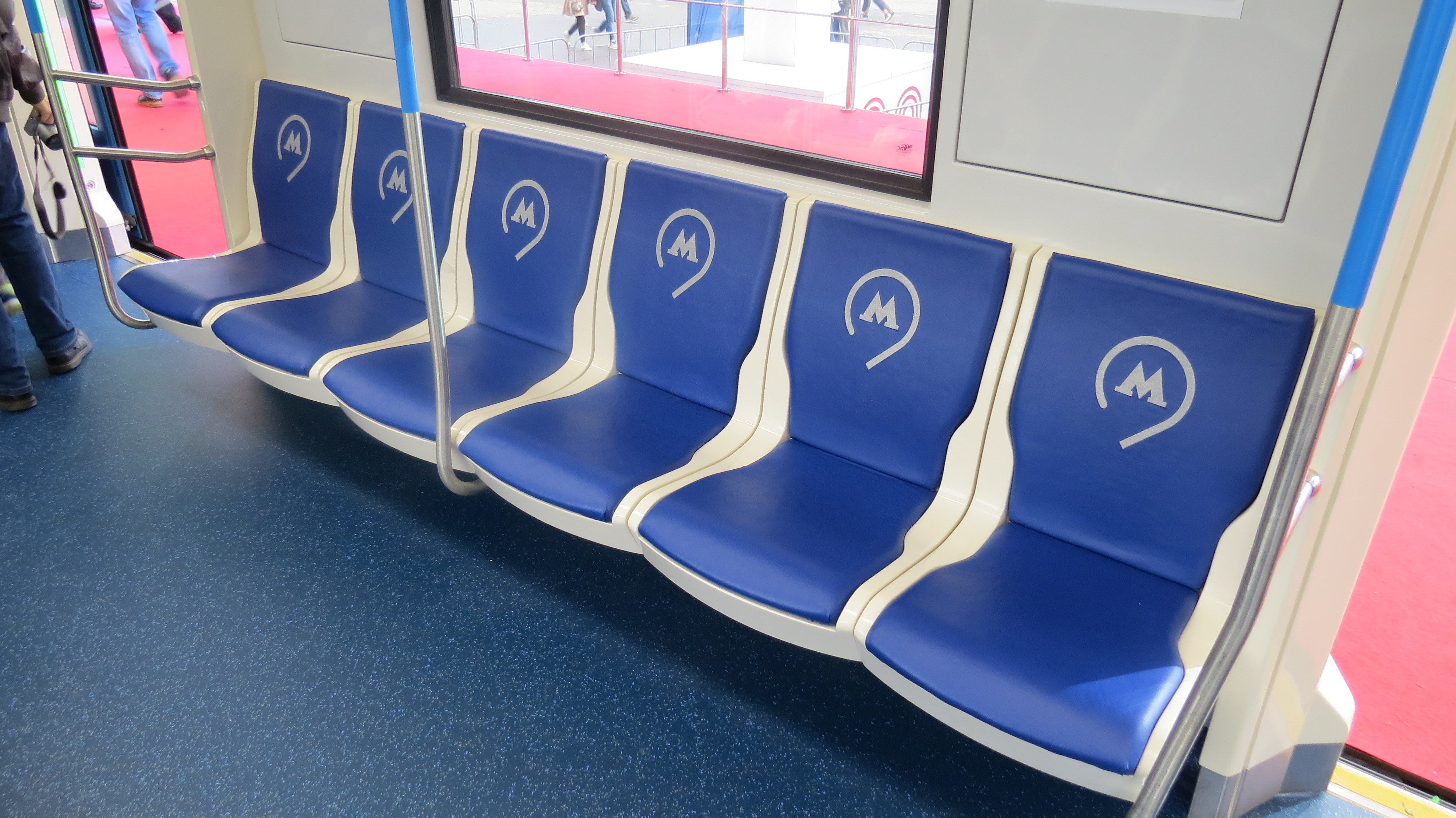
Блок сидений
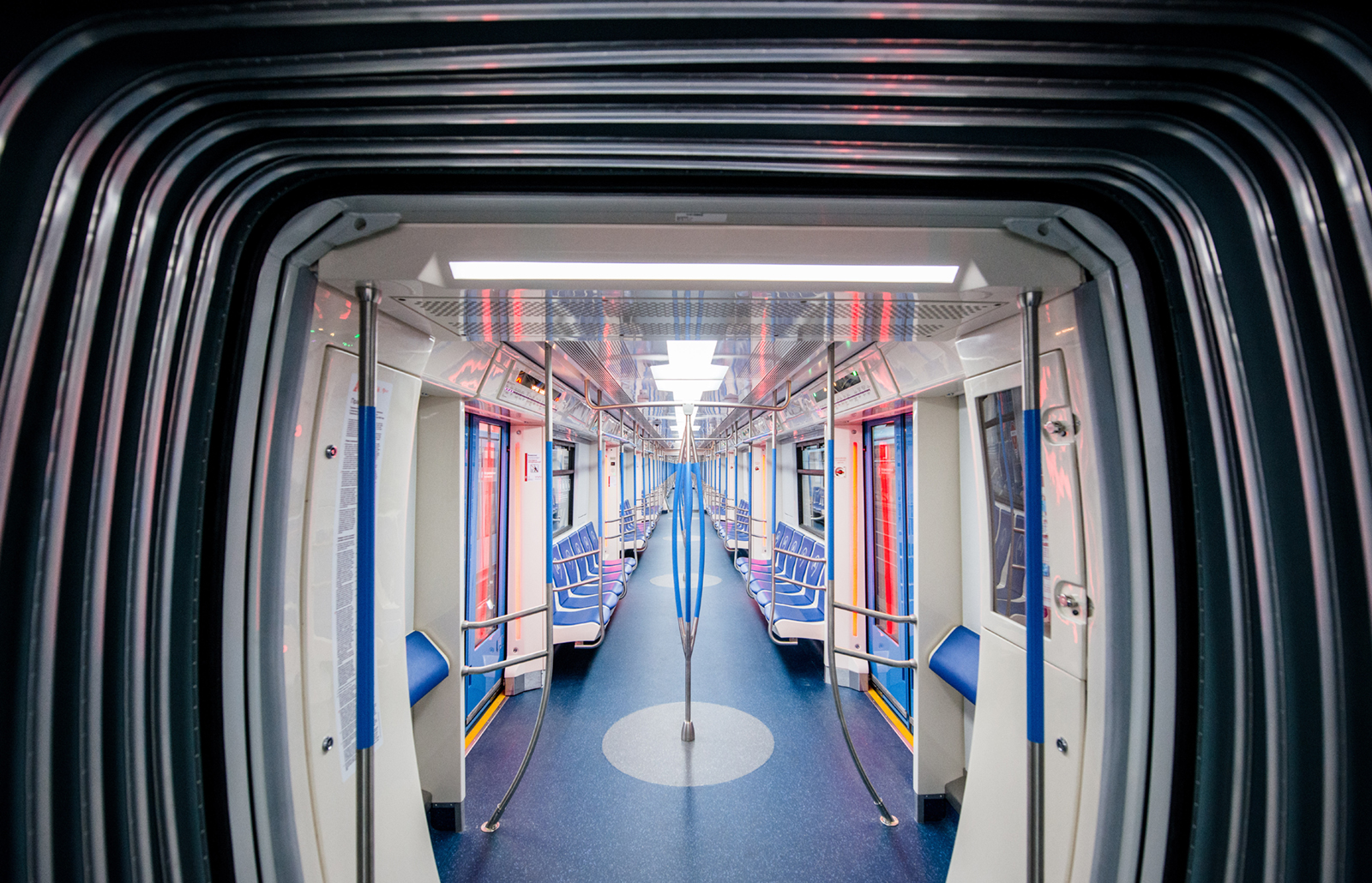
Межвагонный переход

##### Вентиляция
Заданную температуру в салоне поддерживают системы кондиционирования, отопления и принудительной вентиляции. Вентиляционные решётки расположены по краям потолка над проходом с двух сторон и проходят продольно по всей длине салона. По утверждению производителя, была серьёзно доработана система воздухораспределения, вагоны были дополнены вытяжными вентиляторами (в вагонах «Ока» отмечалась плохая циркуляция воздуха). Также применена система обеззараживания воздуха при помощи ультрафиолетовых ламп, расположенных в специальных защитных коробах в потолке салона.

##### Освещение
Разработчиком и производителем всего внутреннего осветительного оборудования вагонов, включая подсветку дверей, светильники межвагонных переходов и основную световую систему, является ЗАО «Электро-Петербург»
По центру потолка вагона проходит непрерывная линия светодиодных светильников. Она заменила две более узкие линии по бокам центральной части потолка, которые использовались в вагонах «Ока». Светильники имеют небольшие разделители, совпадающие с границами потолочных панелей. В зоне входа напротив дверей ширина светильников увеличена. В отличие от предыдущих моделей, цветовая температура ламп настраивается от холодного белого до тёплого желтоватого цвета. В Московском метрополитене планируется утром включать холодное освещение, а ближе к вечеру плавно переводить на тёплое жёлтое.
По бокам дверных проёмов появились новые светодиодные светильники в виде световых линий, выполняющие также роль индикаторов открытия и закрытия дверей. В обычном режиме они горят белым светом, но при открытии дверей загораются зелёным, а в момент готовности к закрытию и непосредственно при закрытии мигают красным. Аналогичные белые светодиодные светильники также установлены у промежуточных вагонов в потолочной части перед межвагонными переходами.

##### Системы информирования, видеонаблюдения и связи

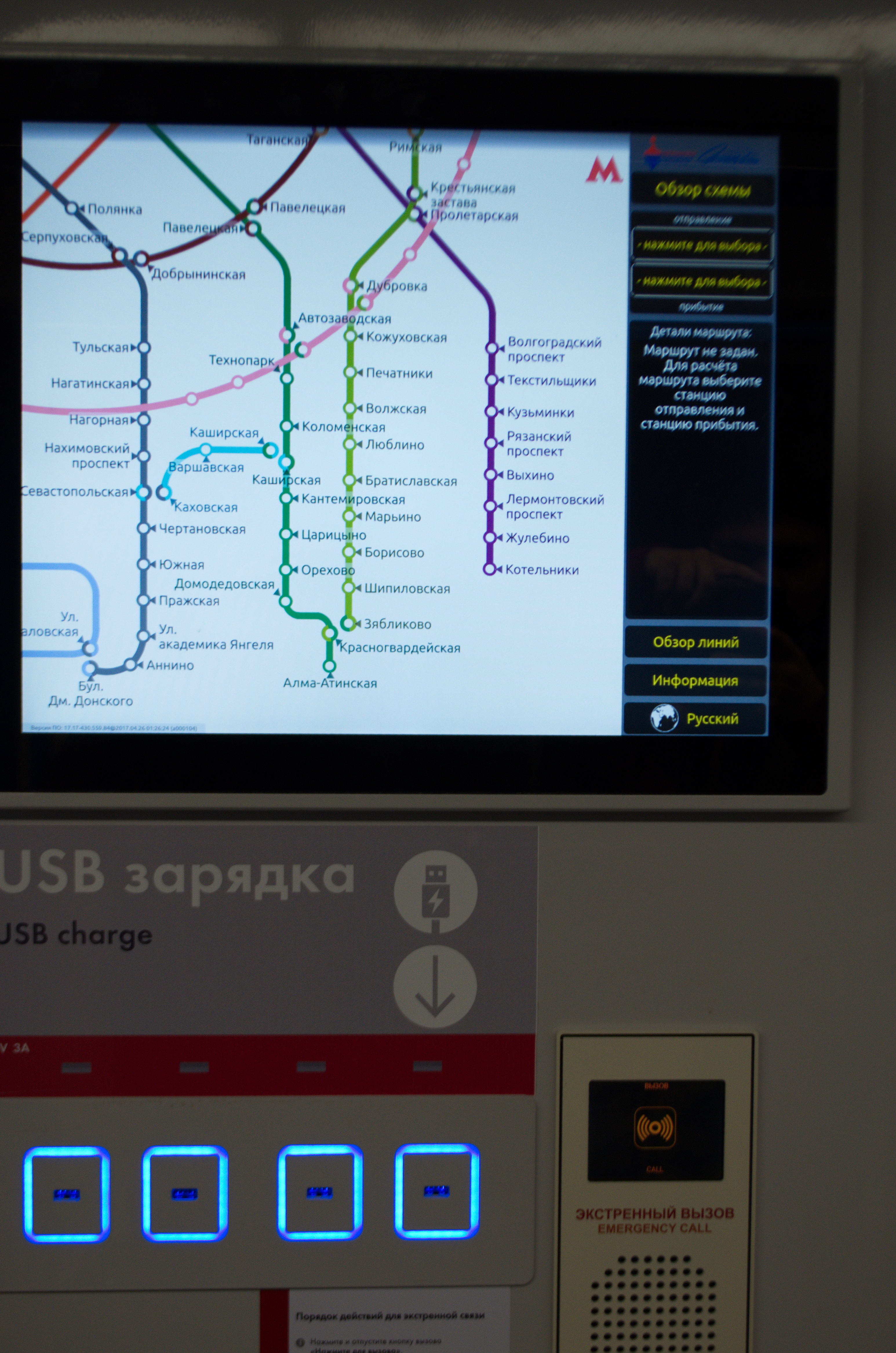
Сенсорный дисплей

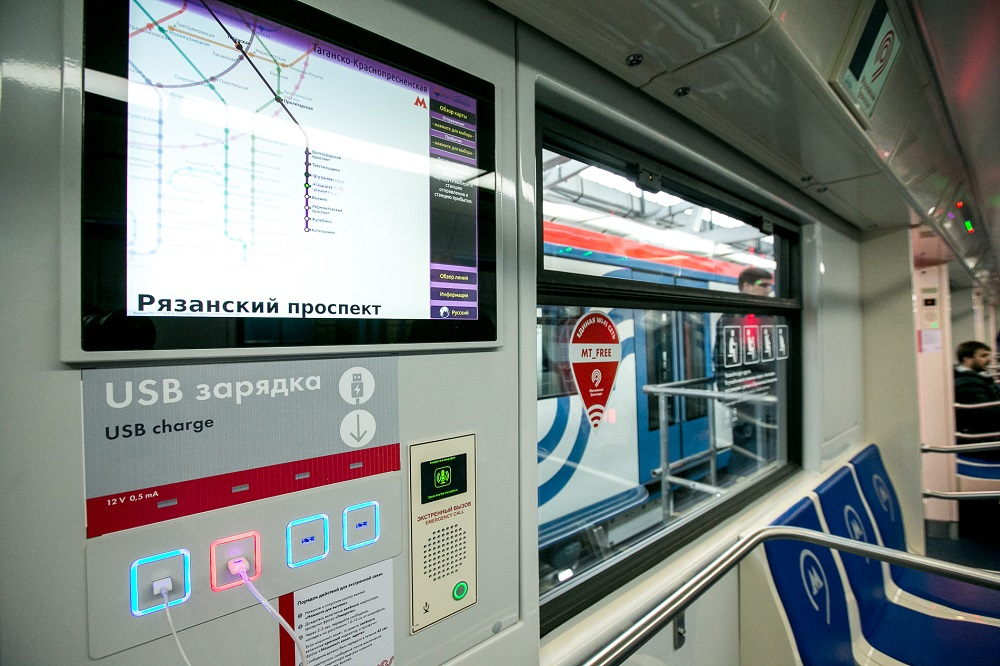
Сенсорный дисплей, панель подзарядки USB-устройств и панель экстренного вызова

Система электронного информирования пассажиров была серьёзно усовершенствована по сравнению со всеми предыдущими моделями вагонов.
На боковых стенах вагона появились сенсорные дисплеи, с помощью которых пассажиры могут изучить схему метрополитена, найти нужную станцию, проложить маршрут, рассчитать время проезда и получить иную полезную информацию. Если в базовой модификации (и на частично модификации .4 и .5) используется схема, основанная на собственном ПО (аналогичные используемым в мобильном приложении «Метро Москвы»), то в модификациях .2, .3, (частично) .4 и (частично) .5 на экранах используются схемы от Яндекс.Метро; в модификациях .3 и .4 они дополнены справочником с указанием дат последних переименований станций и их предыдущих названий. Дисплеи установлены в торцевых зонах за спинками полусидений, а также в зоне накопительной площадки с правой стороны у головного вагона. Под сенсорными экранами впервые появились по 4 USB-розетки для подзарядки мобильных устройств. Изначально они имели подсветку в форме круга, который в неактивном режиме светился голубым цветом, а при подключении устройства — красным. Впоследствии были установлены панели с подсветкой в форме квадрата, светящейся синим цветом в неактивном режиме и красным при подключении устройства.
Были переработаны маршрутные панели над дверями вагонов, которые отображают схему линии и положение поезда на маршруте. Вместо цветных дисплеев, которые в вагонах «Ока» показывают текущую или следующую станцию, установлено электронное табло типа «бегущая строка». Аналогичные табло, расположенные в вагонах «Ока» посередине потолка, были ликвидированы. Общее число таких панелей, таким образом, увеличилось от двух до восьми на каждый вагон. По бокам от бегущей строки установлены громкоговорители. В нижней части панели размещается цифровая схема-маршрутоуказатель нового типа: вместо красной световой линии с прямоугольными лампами, которые загорались напротив наклеек с названиями станций, табло в вагонах «Москва» изготавливаются под конкретную линию и состоят из небольших круглых светодиодов, расположенных прямо поверх обозначений станций на линейной схеме. Такая схема с одной стороны стала более наглядной, но в то же время её применение требует замены или переделки всех таких табло в случае появления на линии новых станций или передачи поезда на другую линию (в старой версии достаточно было сменить наклейки и перепрограммировать табло). На поездах модификации .2 вместо светодиодных маршрутных панелей с бегущей строкой установлены яркие маршрутные дисплеи с целью обеспечения видимости схемы линии при ярком солнечном свете.

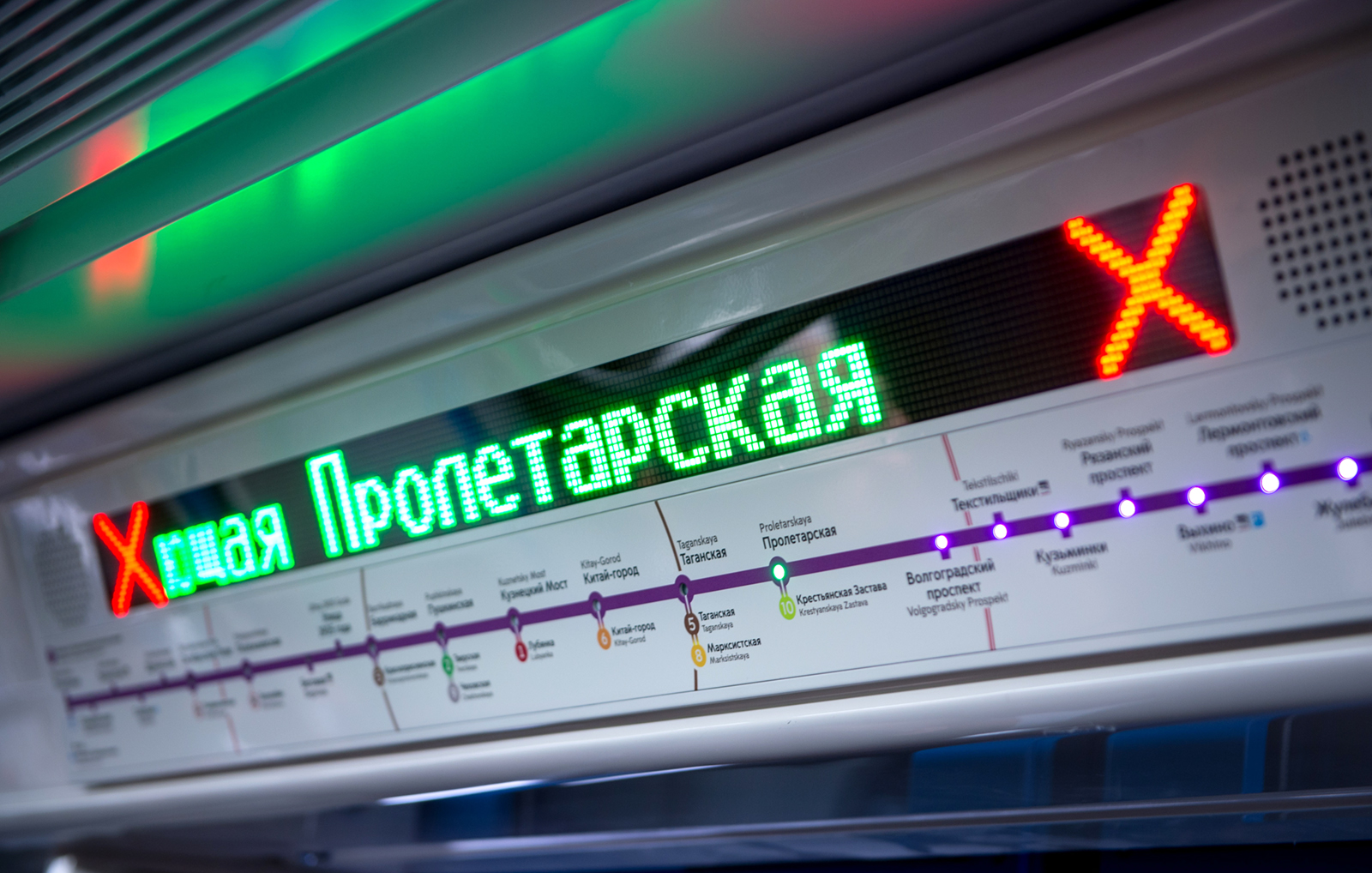
Файл:81-765_interior_-_route_display.jpgНаддверная маршрутная светодиодная панель в поезде базовой модели
- Файл:81-766_interior_-_brand_new_route_display.webmНовая наддверная маршрутная панель в действии
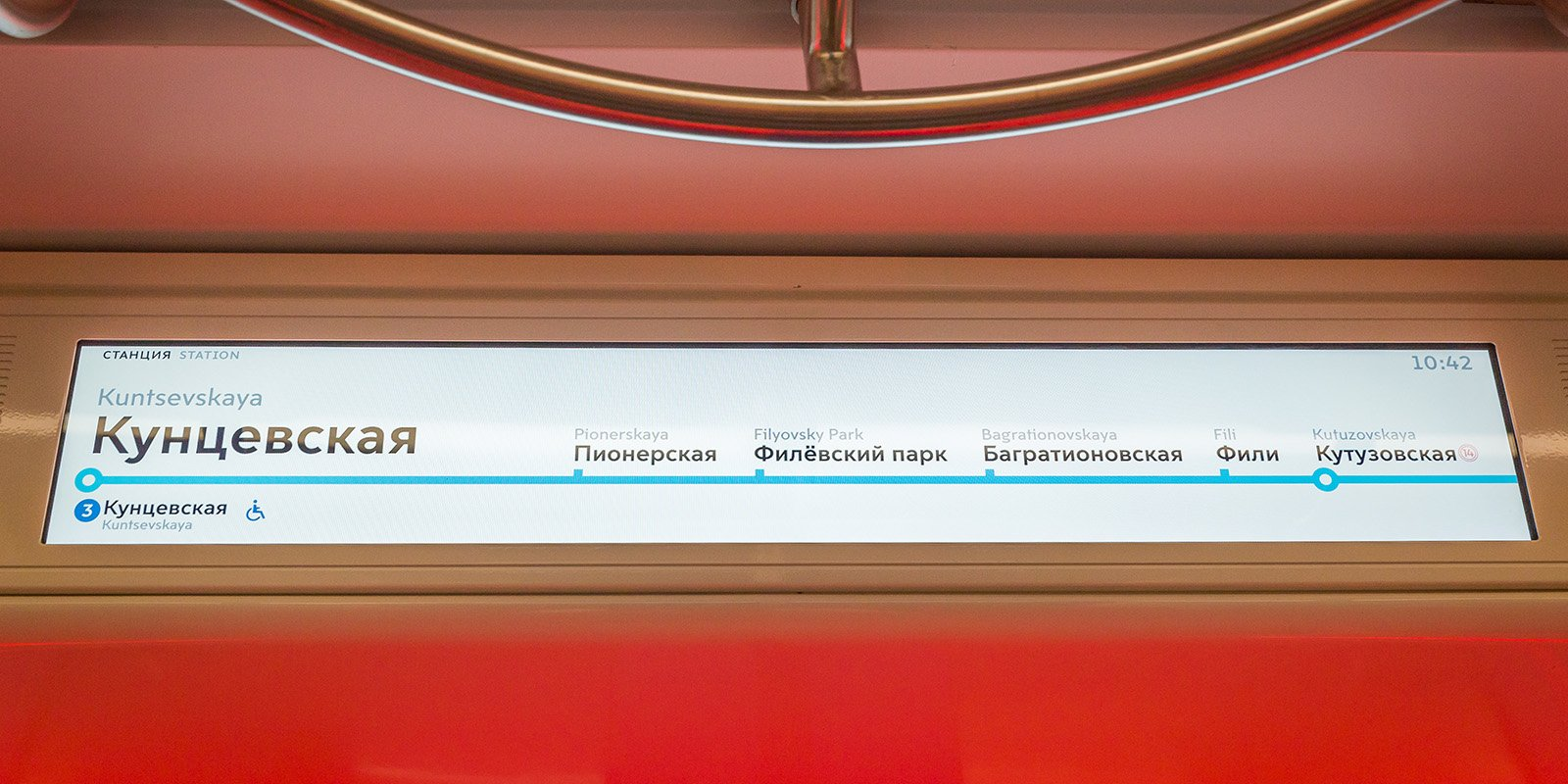
Файл:81-765.2_interior_-_linemap_display.jpgНаддверный маршрутный дисплей в поезде модификации .2 (доступен во всех модификациях). В 2019 году аналогичные дисплеи в модификации .4 подверглись апгрейду с добавлением на экран спидометра.
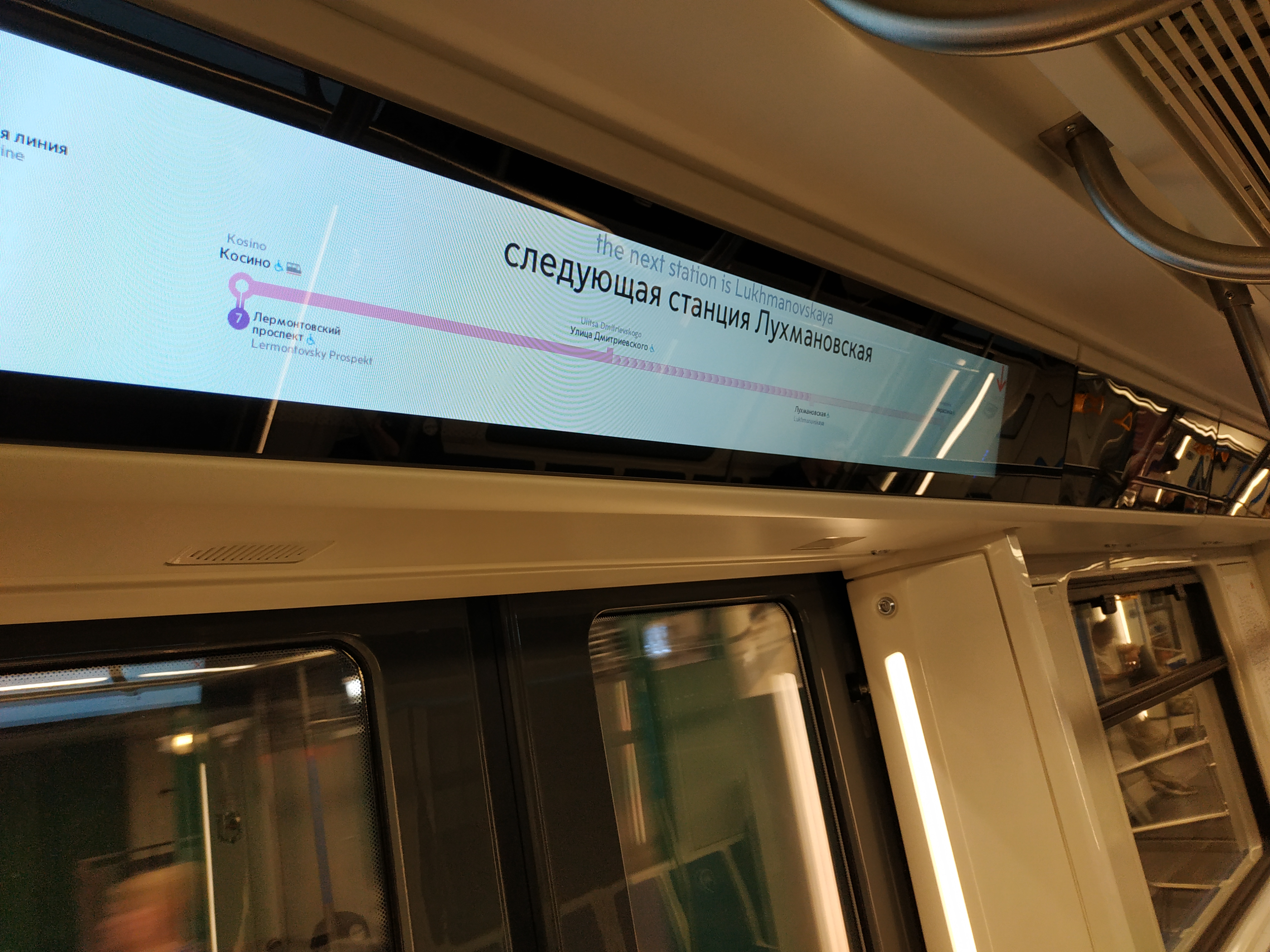
Файл:Перепрошивка_дисплея_Москвы.4.jpgНовый дизайн дисплея (доступен только в базовой модели и модификации .4)

На наклонных боковых потолочных панелях над сиденьями были сохранены жидкокристаллические цветные мониторы, на которых могут демонстрироваться различные видео или изображения. Возле каждой двери и в зоне для инвалидных колясок размещены переговорные устройства для связи с машинистом.
Система салонного видеонаблюдения также была усовершенствована — вместо двух широких камер по краям салона на потолке крепятся четыре более компактные полусферические камеры высокого разрешения. Небольшие камеры также установлены над переговорными устройствами связи «пассажир-машинист». Система видеонаблюдения снабжена функцией автоматического определения лиц пассажиров и отображения обстановки. Также напротив камер на потолке крепятся датчики пожарной сигнализации.

#### Кабина машиниста
Просторная кабина машиниста в головном вагоне предназначена для управления поездом в одно лицо. Кабина соответствует современным требованиям по эргономике и надёжности: взаимное расположение пультов, кресла, панелей защиты и управления создают машинисту комфортные условия работы. Система климат-контроля кабины обеспечивает вентиляцию, кондиционирование и отопление. В её состав входят крышевой кондиционер с интегрированным преобразователем, тепловентилятор, блок управления и коммутации, датчики температуры. Также в кабине была улучшена шумоизоляция.
Кресло машиниста закрепляется на полу кабины за пультом управления и имеет вибропоглощение и пневморегулирование высоты. Оно снабжено регулировкой по вертикали и горизонтали с фиксацией в заданном положении, дополнительной регулировкой в поясничной области и откидными подлокотниками.
Кабина оборудована одностворчатыми боковыми дверями, дверью из кабины в салон и аварийной передней дверью со складной лестницей. Дверь аварийного выхода с трапом расположена справа от пульта управления в передней части кабины, дверь между кабиной и салоном расположена посередине задней перегородки. В задней части кабины за креслом машиниста слева имеется аппаратный отсек со вспомогательным пультом и панелями вагонной и поездной защиты. Справа от двери напротив аппаратного отсека у перегородки размещён шкаф для инструмента и вещей машиниста.

Кабина машиниста
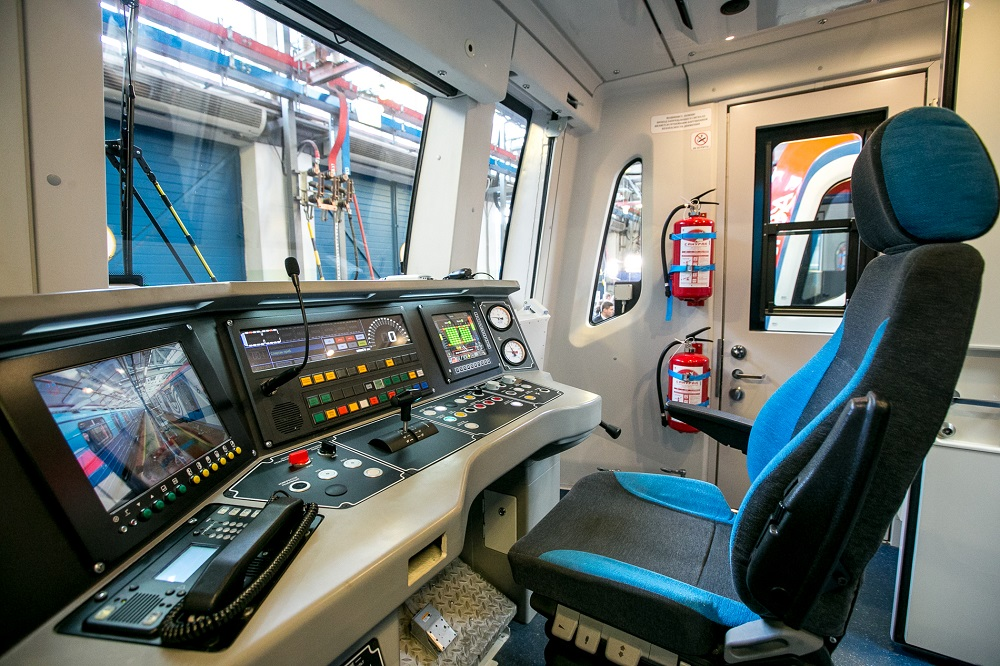
Вид слева
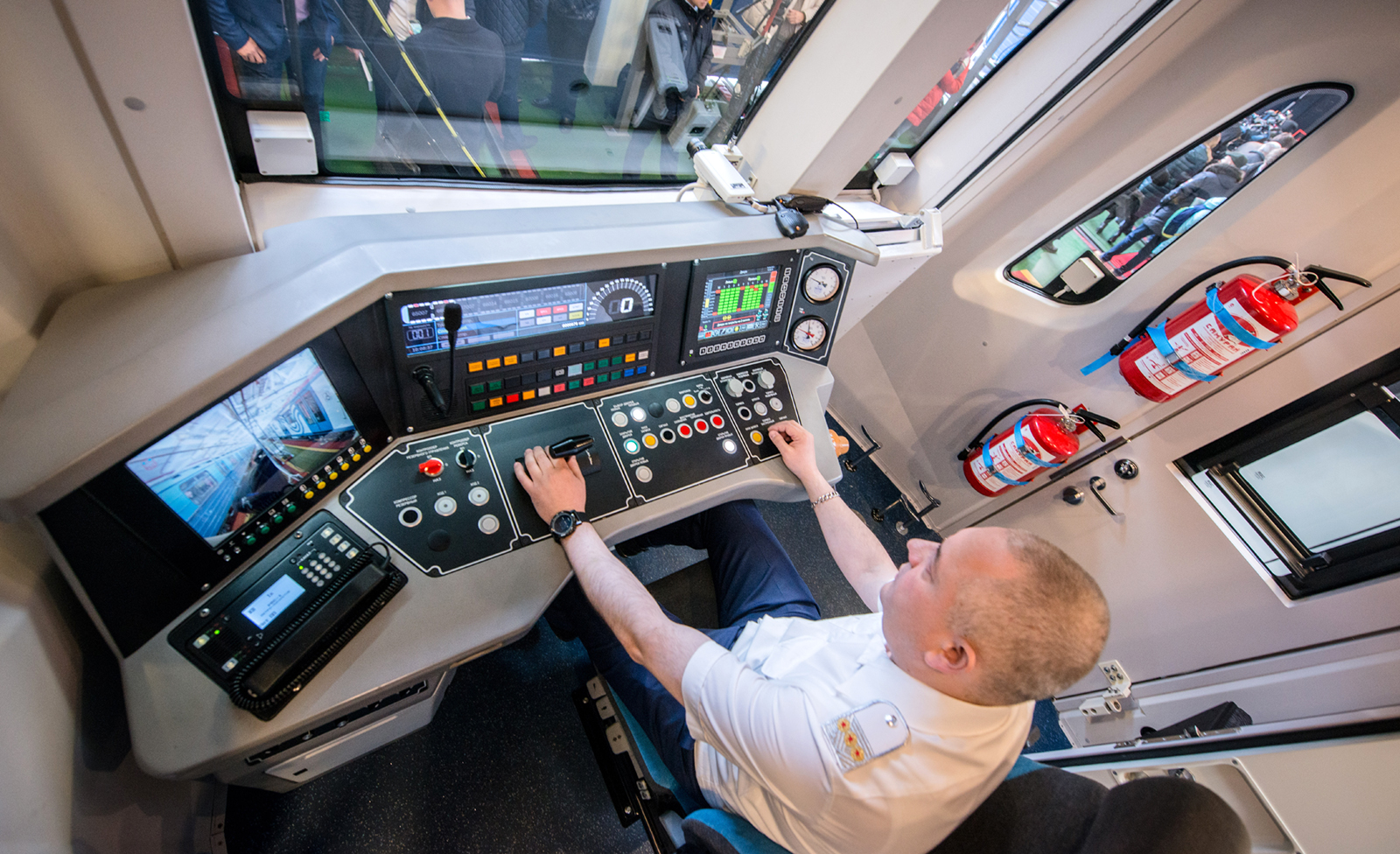
Вид сверху
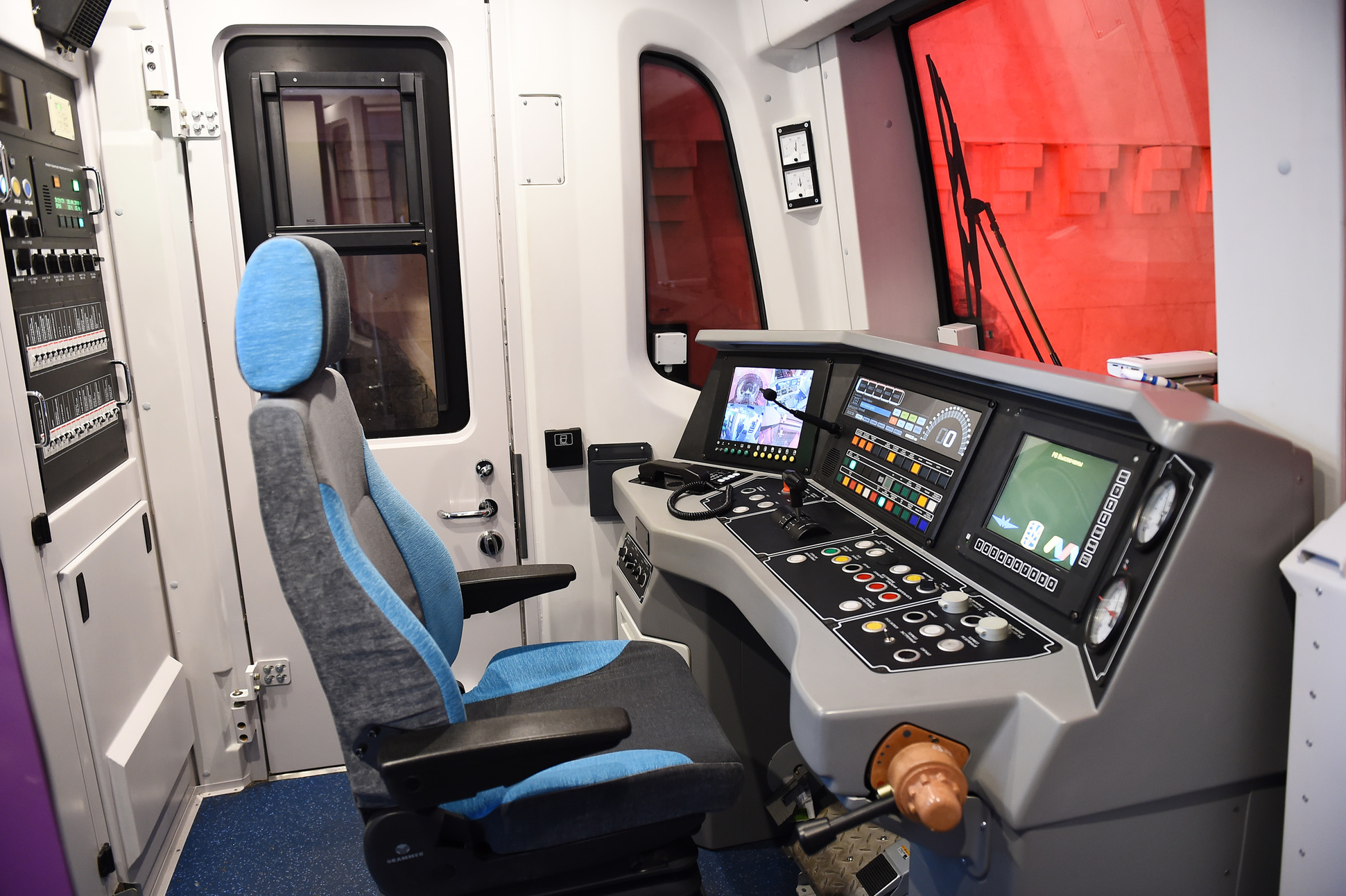
Вид справа

##### Пульт управления

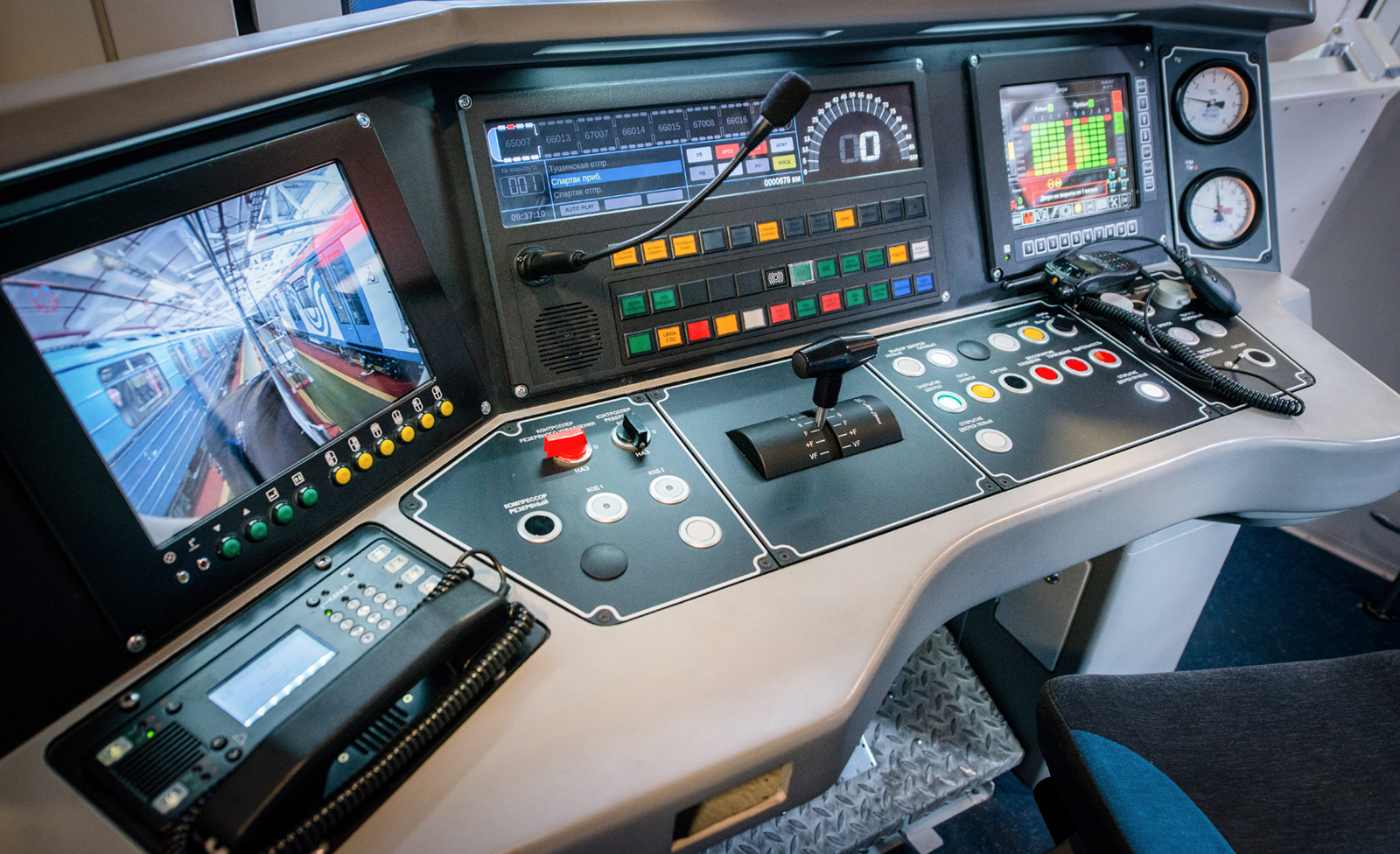
Пульт управления

Пульт управления и кресло расположены в левой части кабины машиниста. По сравнению с вагонами «Ока», пульт был серьёзно переработан: вместо дугообразного пульт стал прямым с изгибом приборной панели в левой части, цвет пульта изменился с синего на светло-серый с чёрными лицевыми панелями. Пульт состоит из двух частей горизонтальной зоны приборов управления, расположенной перед машинистом, и наклонной зоны приборов контроля состояния, расположенной под углом и разделённой на три части. По центру зоны приборов расположены кнопки и переключатели управления системами вагона и рукоятка контроллера машиниста, а слева — радиостанция, за счёт переноса которой на приборную панель кнопки стали расположены более компактно. С правой стороны пульта на боковой стенке имеется рукоятка тормозного крана, выступающая вверх над приборной панелью.
В верхней зоне мониторинга слева расположены монитор системы видеонаблюдения (камеры установлены в салонах вагонов, в кабине машиниста и на боковинах кузова для контроля положения дверей машинистом), по центру — монитор контроля состояния поезда и расположенные под ним световые индикаторы состояния систем поезда, справа — многофункциональный дисплей микропроцессорной системы управления, диагностики и безопасности движения поезда и два стрелочных манометра пневматической системы. Центральный информационный монитор стал существенно шире, на нём, наряду с основными параметрами движения, отображается визуальная схема всех вагонов состава с автоматической подсветкой неисправностей или незакрывшихся дверей в поезде. В бортовом компьютере также имеется электронное руководство машиниста по эксплуатации. Слева под монитором установлен микрофон и громкоговоритель поездной радиосвязи с пассажирами.
Бортовой компьютер поезда оборудован системой автоведения, которая позволяет управлять поездом в ручном, полуавтоматическом и полностью автоматическом режиме (системы GoA 3/4). При движении в полуавтоматическом режиме компьютер сам выбирает оптимальную скорость движения с учётом ограничений для экономии энергии и автоматически тормозит поезд на станциях. В автоматическом режиме поезд может следовать по маршруту без вмешательства машиниста, однако такая эксплуатация возможна только на линиях, оборудованных сигнализацией.

## Эксплуатация

### Испытания и демонстрационные заезды

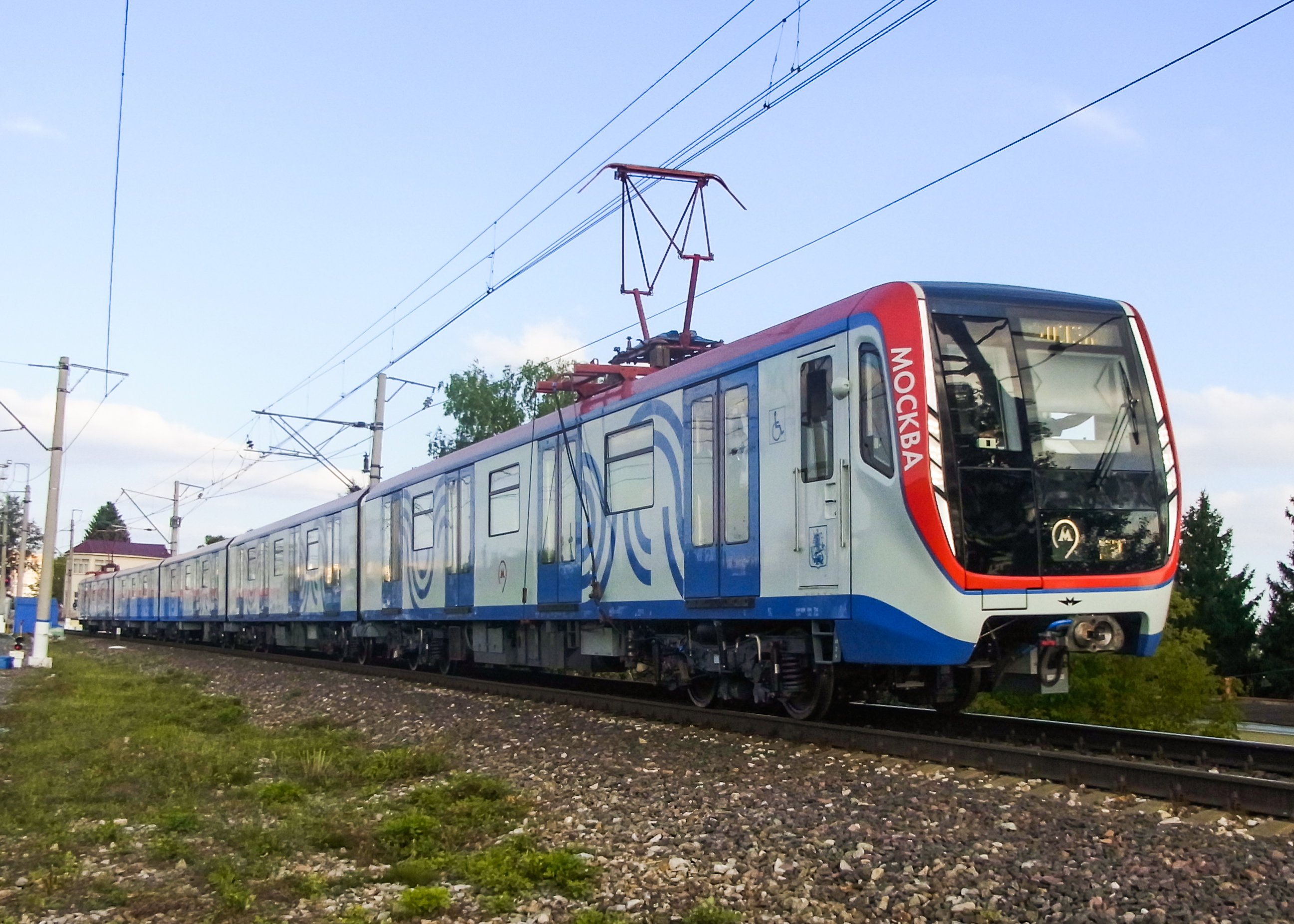
Электропоезд «Москва» с головными вагонами 65025—65026 на выставке Экспо 1520 в Щербинке

В конце января 2017 года первый восьмивагонный состав «Москва» прибыл в депо ТЧ-2 «Сокол» Замоскворецкой линии Московского метро для первичной наладки оборудования. 1 февраля он совершил пробную обкатку по Замоскворецкой линии и затем был передан в депо ТЧ-11 «Выхино» Таганско-Краснопресненской линии для дальнейшей пассажирской эксплуатации. Вскоре в метрополитен прибыли ещё три состава, также начавшие проходить испытания. С начала февраля до начала апреля электропоезда проходили обкатку без пассажиров на нескольких линиях метрополитена, в ходе которой проверялась работа их оборудования и выявление неполадок в работе. К моменту начала пассажирской эксплуатации в метрополитене насчитывалось шесть составов.
Один из головных вагонов 14-го состава № 65028 в июле 2017 года демонстрировался на ВДНХ в рамках выставки Moscow Urban Forum. В конце августа 13-й поезд с головными вагонами 65025—65026 прибыл в пятивагонной составности на испытательное кольцо ВНИИЖТ в Щербинке, его головные вагоны были временно оснащены верхними токоприёмниками пантографного типа для возможности питания от железнодорожной верхней контактной сети в условиях отсутствия контактного рельса. Этот состав принимал участие в параде поездов на кольце в рамках выставки Экспо 1520 c 30 августа по 2 сентября, катая посетителей выставки по бесплатным билетам. В дальнейшем он вернулся в метрополитен и в той же составности с октября 2017 по март 2018 года проходил обкатку на Филёвской линии с целью обучения машинистов и изучения работы оборудования в зимних условиях наземной линии, а затем в конце мая 2018 года был возвращён в регулярную эксплуатацию в депо «Выхино», где снова дополнен до восьмивагонной составности.
С начала 2019 года после завершения заводских испытаний, в Московском метрополитене были начаты ходовые и тормозные испытания вагонов модификации .4 «Москва-2019», оборудованных усовершенствованным электрическим торможением. Также были проведены испытания новой радиостанции. Ввиду изменения отделки пассажирского салона, были также проведены новые эргономические и санитарно-гигиенические испытания элементов салона. В марте вагоны получили сертификат соответствия, что позволило начать их опытную и затем регулярную эксплуатацию с пассажирами.

### Неполадки в работе
За время эксплуатации поездов уже через месяц после их ввода были отмечены нарекания в работе электрооборудования, такие как скачки напряжения, программные сбои контроллера и бортового компьютера машиниста и программная блокировка возможности закрытия дверей с необходимостью перезагрузки в случае трёх неудачных попыток закрытия. Это приводило к сбоям в движении на линии в часы пик и жалобам пассажиров и машинистов, что вызвало финансовые претензии метрополитена в адрес производителя, который, в свою очередь, отрицал наличие системных сбоёв в работе поездов. Через некоторое время заводом была осуществлена доработка программного обеспечения, включая систему климат-контроля, информирования машиниста и алгоритм блокировки закрытия дверей, в результате чего частота сбоёв в работе электроники поездов снизилась.
23 июня 2017 года, в Москве на станции «Пушкинская», во время предварительной обкатки нового 12-го электропоезда «Москва» без пассажиров произошло короткое замыкание в районе токоприёмника одного из его вагонов при попытке поезда тронуться с места. Причиной инцидента стал некорректный монтаж одного из элементов силовой цепи вагона. Неисправность была устранена на месте. По словам одного из очевидцев, в момент короткого замыкания произошло небольшое возгорание токоприёмника, однако изготовитель подвижного состава эту информацию опроверг.

### Пассажирская эксплуатация

#### Москва
В Московском метрополитене эксплуатируются четыре модификации вагонов:
- 81-765/766/767 «Москва». Эксплуатируются с пассажирами с 14 апреля 2017 года на Таганско-Краснопресненской линии, с 14 мая 2018 года на Калужско-Рижской линии, с 27 марта 2020 года на Некрасовской линии, и с 4 июля 2020 года на Сокольнической линии. С 22 декабря 2020 года по 11 ноября 2021 года и весной 2023 эксплуатировались на Большой кольцевой линии. Всего эксплуатируется 114 восьмивагонных составов, сформированных из 912 вагонов[19].
- 81-765.2/766.2/767.2 «Москва». Модификация .2, эксплуатирующаяся со 2 июля 2018 года на Филёвской линии, имеет частично продольную планировку сидений в головных вагонах, кнопки открытия дверей и адаптированную к условиям наземной линии климатическую систему[34][35]. Всего эксплуатируется 27 шестивагонных составов, сформированных из 162 вагонов[19].
- 81-765.3/766.3/767.3 «Москва». Эксплуатировались с 30 декабря 2018 года по 4 ноября 2021 года на Солнцевской и Большой кольцевой линиях, с 25 октября 2018 года по декабрь 2020 года и с 13 октября 2021 года эксплуатируются на Калужско-Рижской линии, а весной 2023 года побывали и на БКЛ. Всего эксплуатируется 9 восьмивагонных составов, сформированных из 72 вагонов[19].
- 81-765.4/766.4/767.4 «Москва-2019». Эксплуатируются с 18 марта 2019 года на Сокольнической линии, с 3 июня 2019 года на Некрасовской линии, с 8 октября 2019 года по март 2020 года и с 2022 года составы также эксплуатируются на Калужско-Рижской линии. Один состав работал весной 2023 года на БКЛ. Всего эксплуатируется 52 восьмивагонных состава, сформированных из 416 вагонов[19]. Итого на 2023 год составы «Москва» четырёх модификаций работают на пяти линиях: Сокольнической, Филёвской, Калужско-Рижской, Таганско-Краснопресненской и Некрасовской линиях.

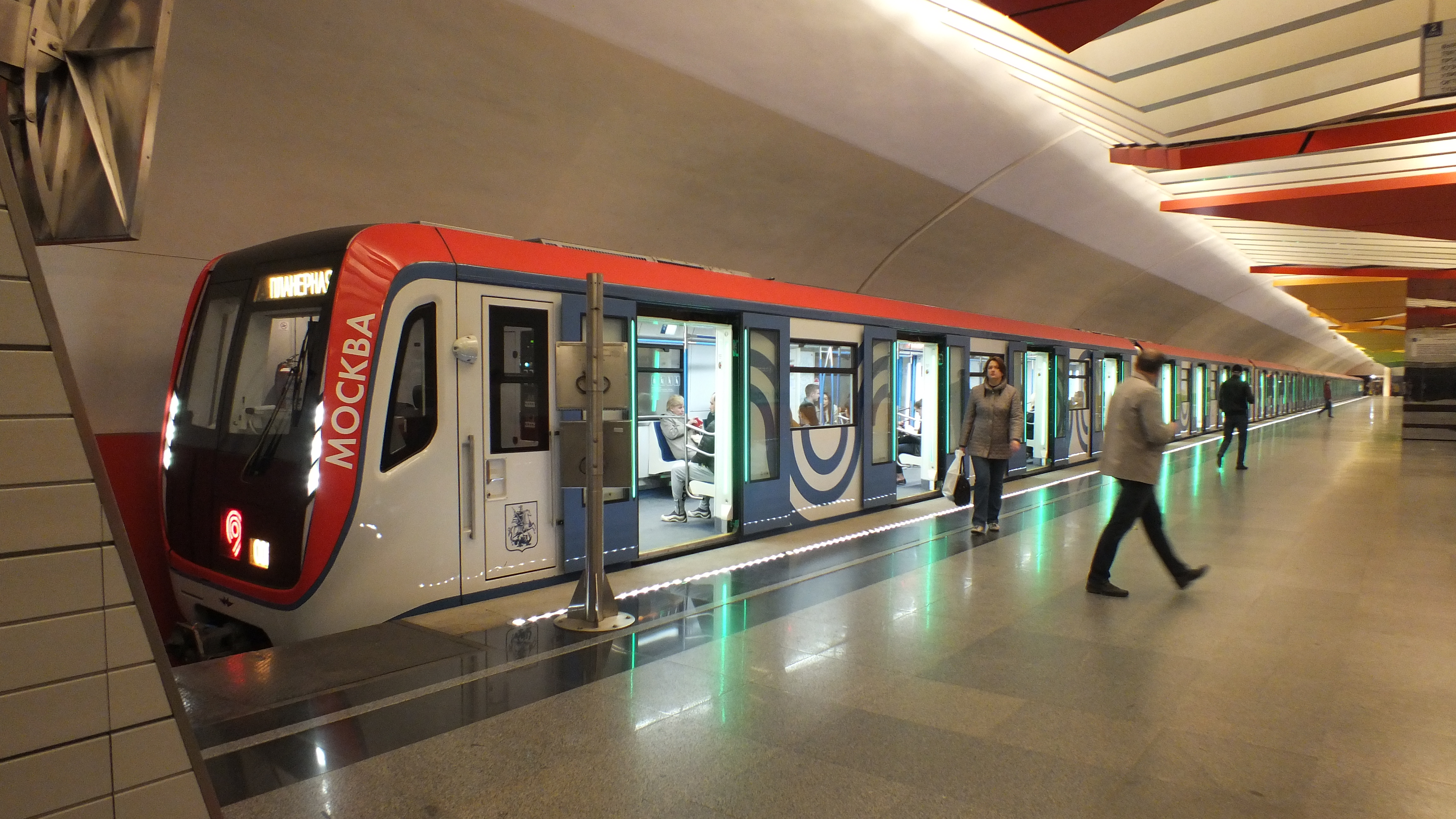
Электропоезд 81-765/766/767 «Москва» на станции «Лермонтовский проспект»
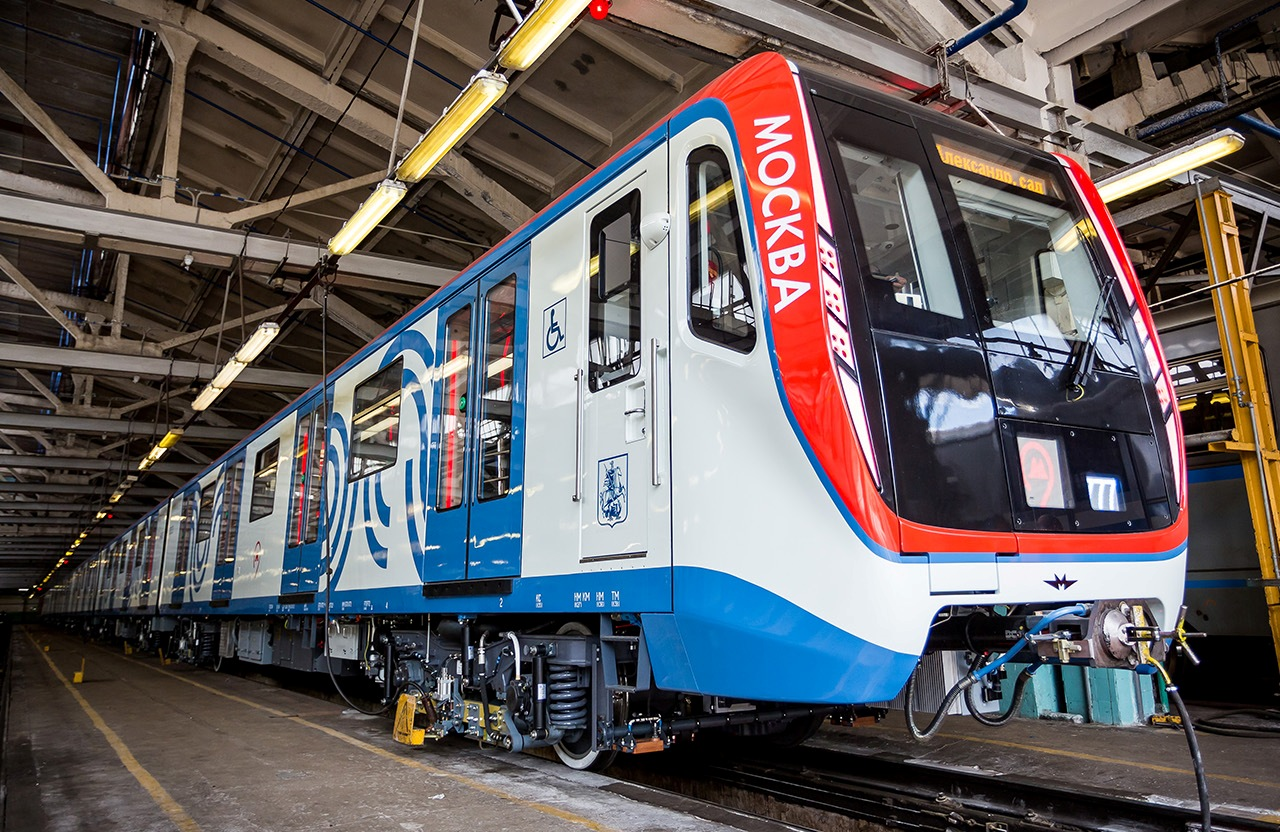
Электропоезд 81-765.2/766.2/767.2 «Москва» в депо Фили
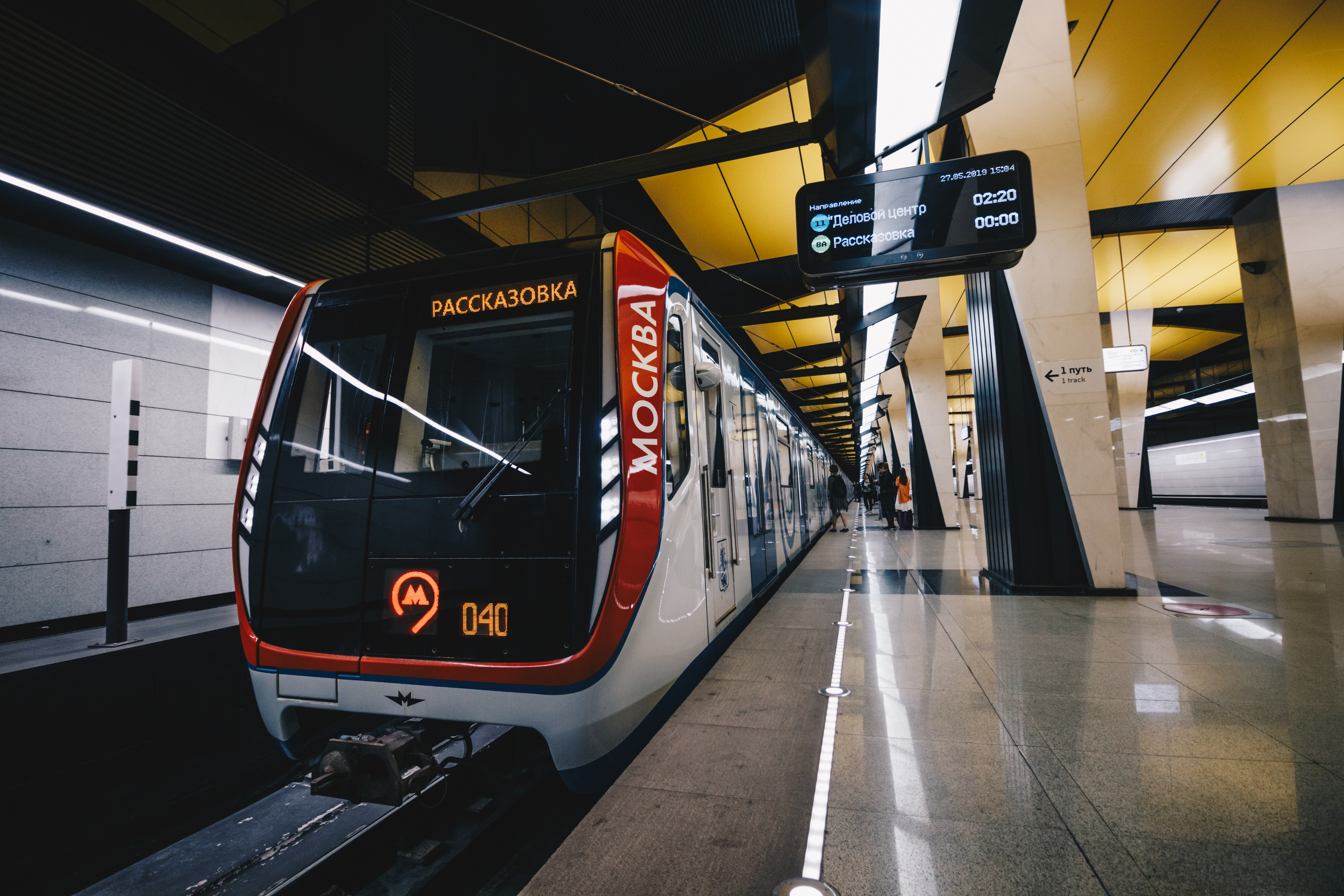
Электропоезд 81-765.3/766.3/767.3 «Москва» на станции «Шелепиха»
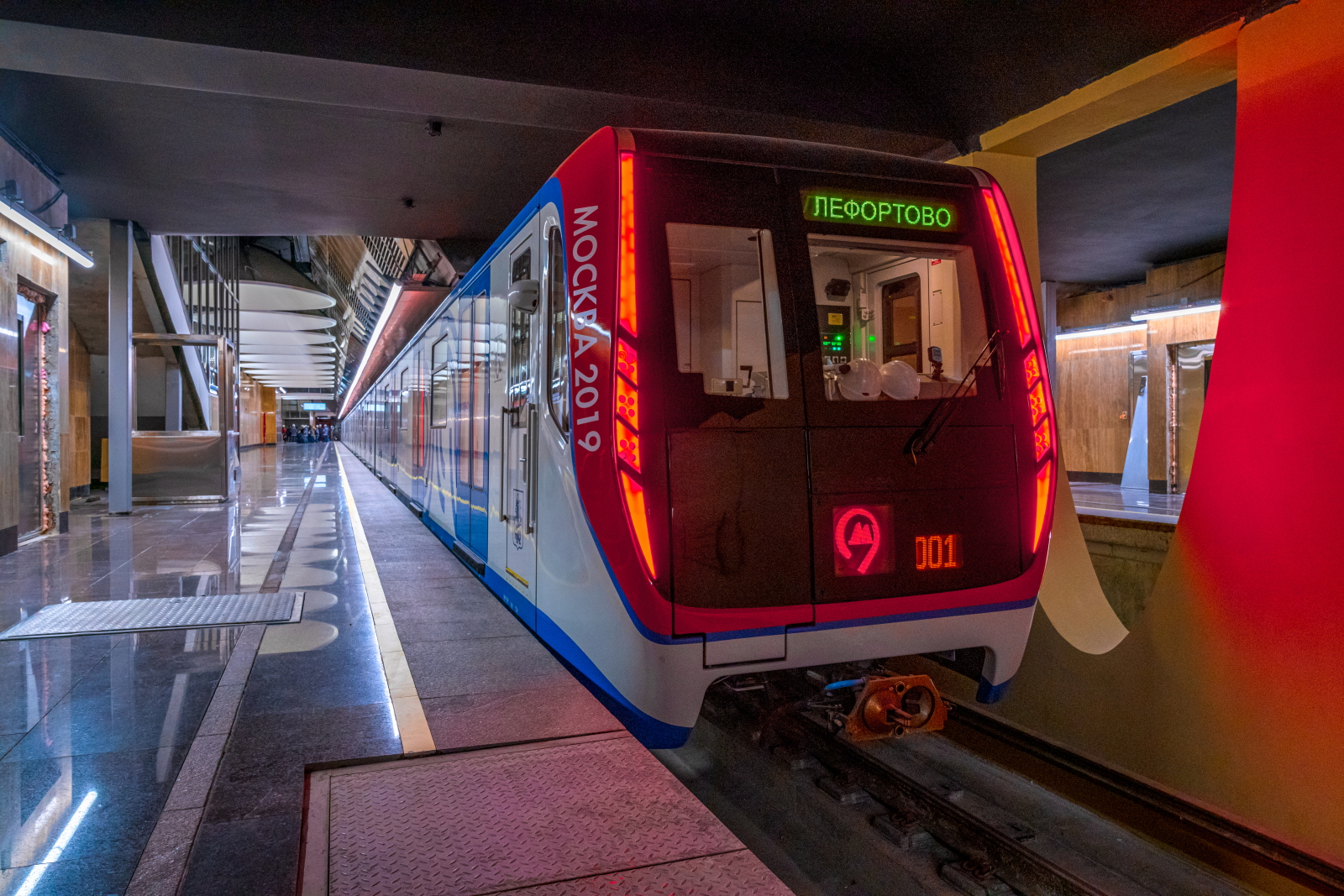
Электропоезд 81-765.4/766.4/767.4 «Москва-2019» на станции «Юго-Восточная»
- Четвёртый электропоезд «Москва» во время парада поездов на Кольцевой линии. Прибытие, поездка в салоне и отправление
- Тринадцатый электропоезд «Москва» в укороченной пятивагонной составности во время обкатки на Филёвской линии проезжает станцию «Киевская»
- Поездка в электропоезде «Москва-2019» по Сокольнической линии на участке Саларьево — Коммунарка

#### Баку
В Бакинский метрополитен первый электропоезд 81-765.Б/766.Б прибыл в конце марта — начале апреля 2018 года и поступил в депо имени Наримана Нариманова, после чего прошёл цикл предварительных обкаток без пассажиров. 20 апреля 2018 года поезд был продемонстрирован Президенту Азербайджана Ильхаму Алиеву, который совместно с начальником Бакинского метрополитена Зауром Гусейновым и журналистами проехались на нём от станции Ичеришехер до станции Нариман Нариманов. В тот же день вскоре после этого поезд начал осуществлять регулярные пассажирские перевозки. Первые два контракта на 2 и 6 составов в 2018 и 2019 годах уже полностью выполнены, третий контракт на поставку 12 составов к октябрю 2021 года был выполнен на две трети. В октябре-ноябре 2022 года были поставлены последние 4 состава согласно контракту 2019 года.
| - Транспортировка состава в Баку - Прибытие электропоезда на станцию Ичеришехер - Посадка пассажиров на станции Ичеришехер - Заур Гусейнов и Ильхам Алиев в вагоне поезда соответственно |

#### Ташкент

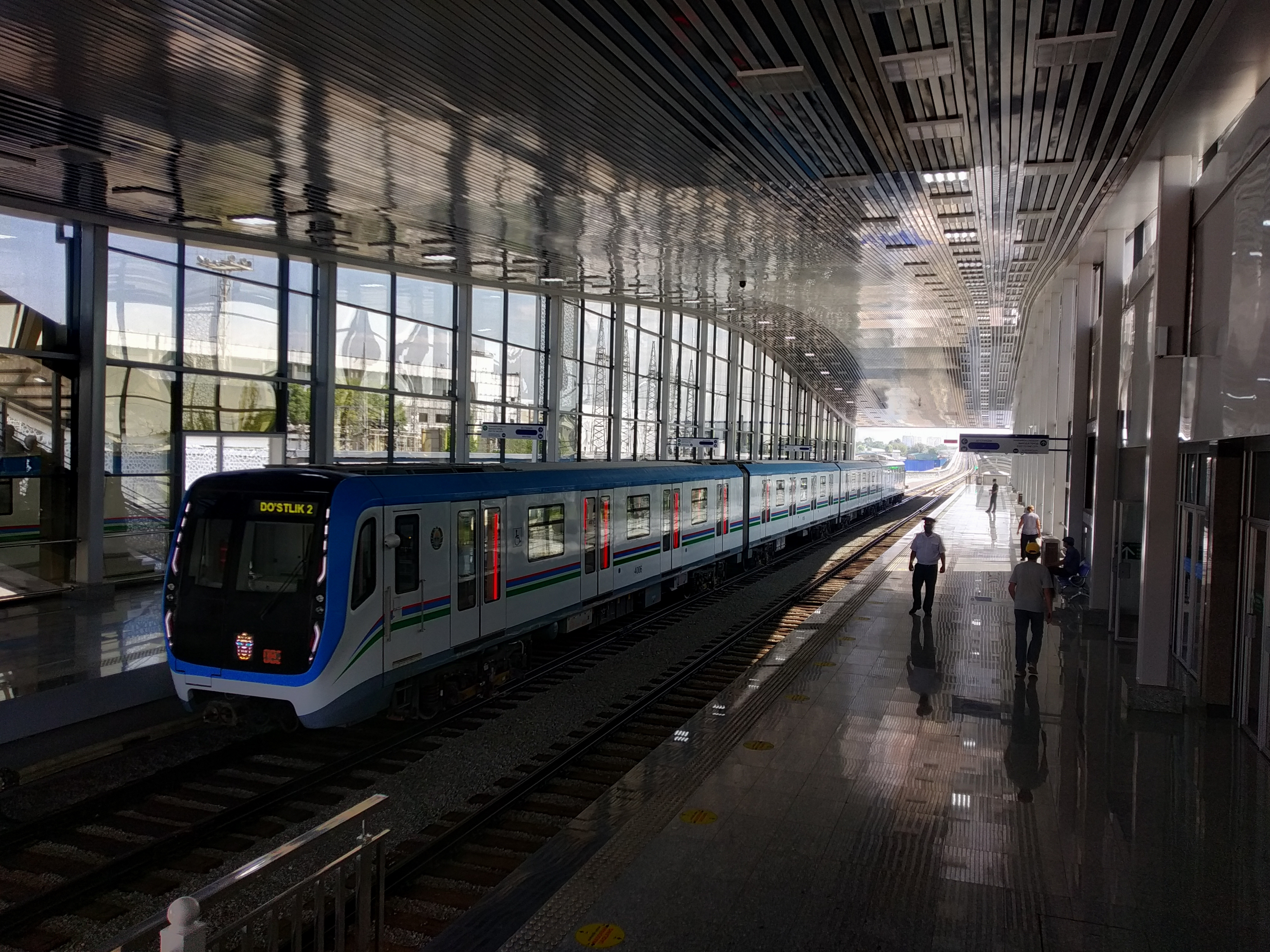
Электропоезд 81-765.5/766.5/767.5 на станции «»

19 сентября 2019 года в Ташкентский метрополитен состоялась отправка двадцати вагонов (пяти составов) модели 81-765.5/766.5/767.5, разделённых на два состава — из 12 и 8 вагонов. 20 ноября 2019 года состав 4001-4101-4102-4002, совершил свою первую поездку с пассажирами по Узбекистанской линии. С этого дня началось временное использование этих составов для её обслуживания, наряду с моделями 81-717/714 и 81-718/719. В период закрытия Ташкентского метрополитена на карантин производилась повторная тестовая обкатка составов по Кольцевой линии, а 30 августа 2020 года все пять составов стали обслуживать на ней и пассажиров. В общей сложности для этой линии планировалось приобрести 45 соответствующих составов.
В апреле 2021 года в СМИ, в том числе на официальном сайте завода-производителя, появилась информация об изготовлении ещё 10 составов до конца 2021 года. К концу лета 2021 года были построены первые 5 составов, которые были доставлены в Ташкент и запущены в эксплуатацию в сентябре и в октябре 2021 года, ещё 5 составов.

#### Казань
В конце мая 2020 года в Казанский метрополитен был поставлен один четырёхвагонный состав модели 81-765.4К/766.4К, который с сентября 2020 года находится в пассажирской эксплуатации на Центральной линии.

#### Минск
30 июля 2024 года в Минский метрополитен прибыл первый четырёхвагонный поезд модели 81-765.7/766.7 «Минск-2024», а к концу 2024 года поступили все семь поездов (28 вагонов) этой модели. В связи с отсутствием у Зеленолужской линии действующего электродепо, поезда были приписаны к электродепо ТЧ-2 «Могилёвское» Автозаводской линии, где они стали проходить техническое обслуживание. Впоследствии их планируется перевести в новое электродепо ТЧ-3 «Слуцкое» Зеленолужской линии после завершения его строительства. 
Обкаточные и наладочные испытания первого поезда «Минск-2024» проходили на Автозаводской линии, в ходе которых производились пусконаладочные работы и обучение машинистов. Затем началась обкатка поезда на Зеленолужской линии, а с 21 октября 2024 года он начал эксплуатироваться с пассажирами.

### Комментарии
1. 1 2 3  Составы для Минского метрополитена, аналогично эксплуатирующимся и эксплуатирующемуся в Бакинском и Казанском, поставлены без промежуточного прицепного (безмоторного) вагона 81-767[1][2][3].
2. ↑  Отсутствует на Филёвской линии[5].
3. 1 2 3 4  При расчётной средней массе пассажира в 70 кг.